# Major League Soccer 2024
La temporada 2024 de la Major League Soccer correspondió a la edición número 29 de Major League Soccer (MLS), que es la principal liga de fútbol profesional de los Estados Unidos y Canadá. Participan 29 clubes. La temporada regular comenzó el 21 de febrero con el partido inaugural entre el Inter Miami y el Real Salt Lake, y finalizó el 19 de octubre de 2024 con el Día de Decisión; luego fue seguido por los play-offs. El calendario de la fase regular se publicó en diciembre de 2023.
La pretemporada comenzó en enero de 2024 y se extendió hasta febrero y la temporada comenzó el 21 de ese mes. La temporada regular se detuvo del 26 de julio al 25 de agosto para la Leagues Cup con un mes de duración, durante la cual los equipos de la MLS jugaron contra oponentes de la Liga MX.
En junio de 2022, Apple Inc. y la MLS anunciaron una asociación de diez años para los derechos de transmisión de todos los partidos de la MLS y Leagues Cup, así como de juegos selectos de MLS Next y MLS Next Pro, a través del servicio MLS Season Pass dentro de la aplicación Apple TV. Fox Sports retuvo los derechos  lineales de la MLS, mientras que por primera vez en la historia de la liga, ESPN ya no transmitió más partidos de la competición (Univision optó por transmitir solo juegos selectos de la Leagues Cup, por lo que dejó de emitir encuentros de temporada regular de la MLS después de un total de 19 años).
Las plazas de clasificación de la MLS para la Concacaf Champions Cup 2025 no se asignarán exclusivamente a clubes estadounidenses, esto permitirá que los clubes canadienses expatriados tengan la oportunidad de poder clasificarse para el torneo, sin tener necesariamente que ganar el Campeonato Canadiense.
Columbus Crew era el campeón vigente de la MLS Cup, mientras que Cincinnati era el defensor de la Supporters' Shield. El Inter Miami fue el ganador de la Supporters' Shield mientras que Los Angeles Galaxy ganó su sexta MLS Cup luego de diez años.

## Equipos

### Información
Nota: Todos los equipos utilizan Adidas como fabricante de uniformes universales. Como parte del contrato de transmisión de Apple, todos los kits de la MLS incluirán Apple TV+ como patrocinador principal.
| Equipo                                    | Ciudad            | Entrenador         | Estadio                    | Aforo  | Patrocinador                                                 | Marca  |
| ----------------------------------------- | ----------------- | ------------------ | -------------------------- | ------ | ------------------------------------------------------------ | ------ |
| Atlanta United                            | Atlanta           | Rob Valentino INT  | Mercedes-Benz Stadium      | 42 500 | American Family Insurance                                    | Adidas |
| Austin                                    | Austin            | Nico Estévez       | Q2 Stadium                 | 20 500 | Yeti                                                         | Adidas |
| Montréal                                  | Montreal          | Laurent Courtois   | Saputo Stadium             | 20 801 | Banco de Montreal                                            | Adidas |
| Charlotte                                 | Charlotte         | Dean Smith         | Bank of America Stadium    | 74 867 | Ally                                                         | Adidas |
| Chicago Fire                              | Chicago           | Gregg Berhalter    | Soldier Field              | 24 995 | Carvana                                                      | Adidas |
| Colorado Rapids                           | Commerce City     | Chris Armas        | Dick's Sporting Goods Park | 18 061 | UCHealth                                                     | Adidas |
| Columbus Crew                             | Columbus          | Wilfried Nancy     | Lower.com Field            | 20 011 | Nationwide                                                   | Adidas |
| D. C. United                              | Washington D. C.  | Troy Lesesne       | Audi Field                 | 20 000 | Guidehouse                                                   | Adidas |
| Cincinnati                                | Cincinnati        | Pat Noonan         | TQL Stadium                | 26 000 | Mercy Health                                                 | Adidas |
| Dallas                                    | Frisco            | Peter Luccin INT   | Toyota Stadium             | 20 500 | Children's Health (local) UT Southwestern Health (visitante) | Adidas |
| Houston Dynamo                            | Houston           | Ben Olsen          | Shell Energy Stadium       | 22 039 | MD Anderson                                                  | Adidas |
| Inter Miami                               | Fort Lauderdale   | Gerardo Martino    | Chase Stadium              | 18 000 | Royal Caribbean International                                | Adidas |
| Los Angeles                               | Los Ángeles       | Steve Cherundolo   | BMO Stadium                | 22 000 | BMO Bank                                                     | Adidas |
| Los Angeles Galaxy                        | Carson            | Greg Vanney        | Dignity Health Sports Park | 27 000 | Herbalife                                                    | Adidas |
| Minnesota United                          | Saint Paul        | Eric Ramsay        | Allianz Field              | 19 400 | Target                                                       | Adidas |
| Nashville                                 | Nashville         | B. J. Callaghan    | Geodis Park                | 30 000 | Renasant Bank                                                | Adidas |
| New England Revolution                    | Foxborough        | Caleb Porter       | Gillette Stadium           | 25 000 | UnitedHealth Group                                           | Adidas |
| New York City                             | Bronx, Nueva York | Nick Cushing       | Yankee Stadium             | 28 940 | Etihad Airways                                               | Adidas |
| New York Red Bulls                        | Harrison          | Sandro Schwarz     | Red Bull Arena             | 25 000 | Red Bull                                                     | Adidas |
| Orlando City                              | Orlando           | Óscar Pareja       | Inter&Co Stadium           | 25 500 | Orlando Health                                               | Adidas |
| Philadelphia Union                        | Chester           | Jim Curtin         | Subaru Park                | 18 500 | Bimbo Bakeries                                               | Adidas |
| Portland Timbers                          | Portland          | Phil Neville       | Providence Park            | 25 218 | DaBella                                                      | Adidas |
| Real Salt Lake                            | Sandy             | Pablo Mastroeni    | America First Field        | 20 180 | Select Health                                                | Adidas |
| St. Louis City                            | San Luis          | John Hackworth INT | Citypark                   | 22 500 | Purina                                                       | Adidas |
| San Jose Earthquakes                      | San José          | Ian Russell INT    | PayPal Park                | 18 000 | Intermedia                                                   | Adidas |
| Seattle Sounders                          | Seattle           | Brian Schmetzer    | Lumen Field                | 39 419 | Providence                                                   | Adidas |
| Sporting Kansas City                      | Kansas City       | Peter Vermes       | Children's Mercy Park      | 18 467 | Compass Minerals                                             | Adidas |
| Toronto                                   | Toronto           | John Herdman       | BMO Field                  | 29 489 | Banco de Montreal                                            | Adidas |
| Vancouver Whitecaps                       | Vancouver         | Vanni Sartini      | BC Place                   | 22 120 | Telus                                                        | Adidas |
| Datos actualizados al 4 de enero de 2024. |                   |                    |                            |        |                                                              |        |

### Equipos por estados
| Estado             | N.º | Equipos                                                      |
| ------------------ | --- | ------------------------------------------------------------ |
| California         | 3   | Los Angeles F. C., Los Angeles Galaxy y San Jose Earthquakes |
| Texas              | 3   | Austin F. C., F. C. Dallas y Houston Dynamo                  |
| Florida            | 2   | Inter Miami y Orlando City                                   |
| Ohio               | 2   | Columbus Crew y F. C. Cincinnati                             |
| Carolina del Norte | 1   | Charlotte F. C.                                              |
| Colorado           | 1   | Colorado Rapids                                              |
| Georgia            | 1   | Atlanta United                                               |
| Illinois           | 1   | Chicago Fire                                                 |
| Kansas             | 1   | Sporting Kansas City                                         |
| Massachusetts      | 1   | New England Revolution                                       |
| Minnesota          | 1   | Minnesota United F. C.                                       |
| Misuri             | 1   | St. Louis City SC                                            |
| Nueva Jersey       | 1   | New York Red Bulls                                           |
| Nueva York         | 1   | New York City F. C.                                          |
| Oregón             | 1   | Portland Timbers                                             |
| Pensilvania        | 1   | Philadelphia Union                                           |
| Utah               | 1   | Real Salt Lake                                               |
| Tennessee          | 1   | Nashville S. C.                                              |
| Washington         | 1   | Seattle Sounders                                             |
| Washington D. C.   | 1   | D. C. United                                                 |

Canadá
| Provincia          | N.º | Equipos             |
| ------------------ | --- | ------------------- |
| Columbia Británica | 1   | Vancouver Whitecaps |
| Ontario            | 1   | Toronto F. C.       |
| Quebec             | 1   | C. F. Montréal      |

### Cambios de entrenadores
| Equipo                 | Entrenador saliente | Fecha de vacante      | Tipo de salida    | Pos.         | Entrenador entrante | Fecha de nombramiento |
| ---------------------- | ------------------- | --------------------- | ----------------- | ------------ | ------------------- | --------------------- |
| Minnesota United F. C. | Cameron Knowles     | 13 de marzo de 2024   | Fin de interinato | 2° O, 3° G   | Eric Ramsay         | 13 de marzo de 2024   |
| Nashville S. C.        | Gary Smith          | 16 de mayo de 2024    | Mutuo acuerdo     | 10° E, 19° G | Rumba Munthali INT  | 16 de mayo de 2024    |
| Atlanta United         | Gonzalo Pineda      | 3 de junio de 2024    | Despido           | 13° E, 24° G | Rob Valentino INT   | 3 de junio de 2024    |
| FC Dallas              | Nico Estévez        | 9 de junio de 2024    | Despido           | 13° O, 27° G | Peter Luccin INT    | 9 de junio de 2024    |
| San Jose Earthquakes   | Luchi González      | 24 de junio de 2024   | Despido           | 14° O, 29° G | Ian Russell INT     | 24 de junio de 2024   |
| St. Louis City SC      | Bradley Carnell     | 1 de julio de 2024    | Despido           | 12° O, 26° G | John Hackworth INT  | 1 de julio de 2024    |
| Nashville S. C.        | Rumba Munthali      | 22 de julio de 2024   | Fin de interinato | 7° E, 17° G  | B. J. Callaghan     | 31 de julio de 2024   |
| Austin F. C.           | Josh Wolff          | 6 de octubre de 2024  | Despido           | 10° O, 19° G | Nico Estévez        | 25 de octubre de 2024 |
| Chicago Fire           | Frank Klopas        | 20 de octubre de 2024 | Mutuo acuerdo     | 15° E, 28° G | Gregg Berhalter     | 20 de octubre de 2024 |

## Temporada regular

### Formato
Cada uno de los 29 equipos de la liga jugará 34 partidos: 17 en casa y 17 fuera de casa; la frecuencia de oponentes es diferente para cada conferencia debido al número desigual de equipos. Los 15 equipos de la Conferencia Este jugarán dos partidos contra todos los demás equipos de la misma conferencia y un partido cada uno contra seis equipos de la Conferencia Oeste. Los 14 equipos de la Conferencia Oeste se enfrentarán dos veces, además de uno o dos partidos adicionales contra un equipo dentro de la conferencia; tendrán un partido cada uno contra seis o siete equipos de la Conferencia Este. La temporada regular está programada para comenzar el 21 de febrero y culminar en el día de decisión el 19 de octubre, donde todos los equipos jugarán entre sí en partidos simultáneos dentro de la conferencia. La temporada se pausará para la Leagues Cup 2024 del 26 de julio al 25 de agosto, así como las ventanas internacionales de FIFA en octubre y noviembre, la liga no se va a parar durante la Copa América 2024 que se disputará en Estados Unidos entre junio y julio; las ventanas internacionales de junio y septiembre tienen una pausa parcial, con 13 clubes eligiendo continuar jugando durante ese tiempo. La mayoría de partidos se jugarán los miércoles y sábados a las 19:30 hora local como parte del contrato de transmisión de Apple TV.

### Conferencia Este
| Pos. | Equipo                 | Pts. | PJ | G  | E  | P  | GF | GC | Dif. | Clasificación   |
| ---- | ---------------------- | ---- | -- | -- | -- | -- | -- | -- | ---- | --------------- |
| 1    | Inter Miami            | 74   | 34 | 22 | 8  | 4  | 79 | 49 | +30  | Primera ronda   |
| 2    | Columbus Crew          | 66   | 34 | 19 | 9  | 6  | 72 | 40 | +32  | Primera ronda   |
| 3    | F. C. Cincinnati       | 59   | 34 | 18 | 5  | 11 | 58 | 48 | +10  | Primera ronda   |
| 4    | Orlando City           | 52   | 34 | 15 | 7  | 12 | 59 | 50 | +9   | Primera ronda   |
| 5    | Charlotte F. C.        | 51   | 34 | 14 | 9  | 11 | 46 | 37 | +9   | Primera ronda   |
| 6    | New York City F. C.    | 50   | 34 | 14 | 8  | 12 | 54 | 49 | +5   | Primera ronda   |
| 7    | New York Red Bulls     | 47   | 34 | 11 | 14 | 9  | 55 | 50 | +5   | Primera ronda   |
| 8    | C. F. Montréal         | 43   | 34 | 11 | 10 | 13 | 48 | 64 | −16  | Ronda Wild Card |
| 9    | Atlanta United         | 40   | 34 | 10 | 10 | 14 | 46 | 49 | −3   | Ronda Wild Card |
| 10   | D. C. United           | 40   | 34 | 10 | 10 | 14 | 52 | 70 | −18  |                 |
| 11   | Toronto F. C.          | 37   | 34 | 11 | 4  | 19 | 40 | 61 | −21  |                 |
| 12   | Philadelphia Union     | 37   | 34 | 9  | 10 | 15 | 62 | 55 | +7   |                 |
| 13   | Nashville S. C.        | 36   | 34 | 9  | 9  | 16 | 36 | 52 | −16  |                 |
| 14   | New England Revolution | 31   | 34 | 9  | 4  | 21 | 37 | 74 | −37  |                 |
| 15   | Chicago Fire           | 30   | 34 | 7  | 9  | 18 | 40 | 62 | −22  |                 |

 Fuente: MLS Standing
Criterios de clasificación: 1) Puntos; 2) Partidos ganados; 3) Diferencia de goles; 4) Goles anotados; 5) Puntos disciplinarios; 6) Diferencia de goles de visitante; 7) Goles de visitante; 8) Diferencia de goles de local; 9) Goles anotados de local; 10) Moneda al aire (solo 2 clubes), sorteo (más de 3 clubes).

### Evolución de las Posiciones

#### Primera Rueda
| Equipo                 | Fecha | Fecha | Fecha | Fecha | Fecha | Fecha | Fecha | Fecha | Fecha | Fecha | Fecha | Fecha | Fecha | Fecha | Fecha | Fecha | Fecha |
| Equipo                 | 1     | 2     | 3     | 4     | 5     | 6     | 7     | 8     | 9     | 10    | 11    | 12    | 13    | 14    | 15    | 16    | 17    |
| ---------------------- | ----- | ----- | ----- | ----- | ----- | ----- | ----- | ----- | ----- | ----- | ----- | ----- | ----- | ----- | ----- | ----- | ----- |
| Inter Miami            | 1     | 1     | 1     | 1     | 2     | 2     | 3     | 1     | 1     | 1     | 1     | 1     | 1     | 1     | 1     | 1     | 1     |
| Cincinnati F. C.       | 9     | 6     | 7     | 3     | 1     | 1     | 5     | 5     | 3     | 2     | 2     | 2     | 2     | 2     | 2     | 2     | 2     |
| New York City F. C.    | 14    | 15    | 14    | 12    | 14    | 14    | 13    | 12    | 8     | 6     | 7     | 5     | 4     | 3     | 3     | 3     | 3     |
| New York Red Bull      | 8     | 5     | 4     | 6     | 3     | 4     | 1     | 2     | 2     | 3     | 4     | 3     | 3     | 4     | 5     | 4     | 4     |
| Charlotte F. C.        | 4     | 7     | 8     | 11    | 7     | 9     | 9     | 7     | 9     | 11    | 6     | 6     | 5     | 6     | 7     | 7     | 5     |
| Toronto F. C.          | 12    | 8     | 5     | 5     | 5     | 5     | 7     | 9     | 5     | 4     | 3     | 4     | 6     | 5     | 6     | 6     | 6     |
| Columbus Crew          | 3     | 3     | 3     | 2     | 4     | 3     | 4     | 4     | 4     | 5     | 5     | 8     | 7     | 7     | 4     | 5     | 7     |
| Philadelphia Union     | 5     | 9     | 11    | 13    | 9     | 7     | 2     | 3     | 6     | 7     | 8     | 9     | 9     | 8     | 8     | 8     | 8     |
| Nashville S. C.        | 10    | 10    | 10    | 8     | 11    | 11    | 12    | 14    | 14    | 14    | 12    | 13    | 10    | 11    | 11    | 9     | 9     |
| D. C. United           | 2     | 2     | 6     | 9     | 10    | 8     | 8     | 10    | 11    | 8     | 9     | 7     | 8     | 9     | 9     | 10    | 10    |
| Orlando City           | 11    | 12    | 13    | 14    | 13    | 13    | 14    | 13    | 12    | 13    | 14    | 11    | 11    | 10    | 10    | 11    | 11    |
| C. F. Montréal         | 7     | 4     | 2     | 4     | 6     | 10    | 11    | 8     | 10    | 10    | 11    | 12    | 13    | 13    | 13    | 13    | 12    |
| Atlanta United         | 13    | 13    | 9     | 7     | 8     | 6     | 6     | 6     | 7     | 9     | 10    | 10    | 12    | 12    | 12    | 12    | 13    |
| Chicago Fire           | 6     | 11    | 12    | 10    | 12    | 12    | 10    | 11    | 13    | 12    | 13    | 14    | 14    | 14    | 14    | 14    | 14    |
| New England Revolution | 15    | 14    | 15    | 15    | 15    | 15    | 15    | 15    | 15    | 15    | 15    | 15    | 15    | 15    | 15    | 15    | 15    |

#### Segunda Rueda
| Equipo                 | Fecha | Fecha | Fecha | Fecha | Fecha | Fecha | Fecha | Fecha | Fecha | Fecha | Fecha | Fecha | Fecha | Fecha | Fecha | Fecha | Fecha |
| Equipo                 | 18    | 19    | 20    | 21    | 22    | 23    | 24    | 25    | 26    | 27    | 28    | 29    | 30    | 31    | 32    | 33    | 34    |
| ---------------------- | ----- | ----- | ----- | ----- | ----- | ----- | ----- | ----- | ----- | ----- | ----- | ----- | ----- | ----- | ----- | ----- | ----- |
| Inter Miami            | 1     | 1     | 1     | 1     | 2     | 2     | 1     | 1     | 1     | 1     | 1     | 1     | 1     | 1     | 1     | 1     | 1     |
| Columbus Crew          | 6     | 6     | 5     | 4     | 3     | 3     | 3     | 3     | 3     | 3     | 3     | 3     | 3     | 2     | 2     | 2     | 2     |
| Cincinnati F. C.       | 2     | 2     | 2     | 2     | 1     | 1     | 2     | 2     | 2     | 2     | 2     | 2     | 2     | 3     | 3     | 3     | 3     |
| Orlando City           | 14    | 14    | 10    | 11    | 7     | 7     | 7     | 7     | 7     | 7     | 5     | 4     | 4     | 4     | 4     | 4     | 4     |
| Charlotte F. C.        | 5     | 5     | 4     | 6     | 6     | 6     | 6     | 6     | 6     | 6     | 7     | 7     | 6     | 7     | 7     | 6     | 5     |
| New York City F. C.    | 4     | 4     | 6     | 5     | 5     | 5     | 5     | 5     | 5     | 5     | 6     | 6     | 7     | 5     | 5     | 5     | 6     |
| New York Red Bull      | 3     | 3     | 3     | 3     | 4     | 4     | 4     | 4     | 4     | 4     | 4     | 5     | 4     | 6     | 6     | 7     | 7     |
| C. F. Montréal         | 12    | 12    | 14    | 10    | 11    | 10    | 9     | 11    | 11    | 12    | 12    | 13    | 10    | 10    | 8     | 9     | 8     |
| Atlanta United         | 13    | 9     | 9     | 9     | 10    | 11    | 12    | 9     | 9     | 9     | 10    | 11    | 11    | 11    | 12    | 12    | 9     |
| D. C. United           | 10    | 11    | 13    | 13    | 15    | 12    | 11    | 13    | 15    | 11    | 9     | 10    | 13    | 12    | 11    | 8     | 10    |
| Toronto F. C.          | 7     | 7     | 8     | 8     | 9     | 8     | 8     | 8     | 8     | 8     | 8     | 8     | 8     | 8     | 9     | 10    | 11    |
| Philadelphia Union     | 8     | 10    | 11    | 12    | 14    | 15    | 14    | 10    | 10    | 10    | 11    | 9     | 9     | 9     | 10    | 11    | 12    |
| Nashville S. C.        | 9     | 8     | 7     | 7     | 8     | 9     | 10    | 12    | 14    | 15    | 14    | 12    | 12    | 13    | 13    | 13    | 13    |
| New England Revolution | 15    | 15    | 12    | 14    | 12    | 13    | 15    | 15    | 12    | 13    | 15    | 15    | 15    | 14    | 14    | 14    | 14    |
| Chicago Fire           | 11    | 13    | 15    | 15    | 13    | 14    | 13    | 14    | 13    | 14    | 13    | 13    | 13    | 15    | 15    | 15    | 15    |

### Conferencia Oeste
| Pos. | Equipo                 | Pts. | PJ | G  | E  | P  | GF | GC | Dif. | Clasificación   |
| ---- | ---------------------- | ---- | -- | -- | -- | -- | -- | -- | ---- | --------------- |
| 1    | Los Angeles F. C.      | 64   | 34 | 19 | 7  | 8  | 63 | 43 | +20  | Primera ronda   |
| 2    | Los Angeles Galaxy     | 64   | 34 | 19 | 7  | 8  | 69 | 50 | +19  | Primera ronda   |
| 3    | Real Salt Lake         | 59   | 34 | 16 | 11 | 7  | 65 | 48 | +17  | Primera ronda   |
| 4    | Seattle Sounders       | 57   | 34 | 16 | 9  | 9  | 51 | 35 | +16  | Primera ronda   |
| 5    | Houston Dynamo         | 54   | 34 | 15 | 9  | 10 | 47 | 39 | +8   | Primera ronda   |
| 6    | Minnesota United F. C. | 52   | 34 | 15 | 7  | 12 | 58 | 49 | +9   | Primera ronda   |
| 7    | Colorado Rapids        | 50   | 34 | 15 | 5  | 14 | 61 | 60 | +1   | Primera ronda   |
| 8    | Vancouver Whitecaps    | 47   | 34 | 13 | 8  | 13 | 52 | 49 | +3   | Ronda Wild Card |
| 9    | Portland Timbers       | 47   | 34 | 12 | 11 | 11 | 65 | 56 | +9   | Ronda Wild Card |
| 10   | Austin F. C.           | 42   | 34 | 11 | 9  | 14 | 39 | 48 | −9   |                 |
| 11   | F. C. Dallas           | 41   | 34 | 11 | 8  | 15 | 54 | 56 | −2   |                 |
| 12   | St. Louis City SC      | 37   | 34 | 8  | 13 | 13 | 50 | 63 | −13  |                 |
| 13   | Sporting Kansas City   | 31   | 34 | 8  | 7  | 19 | 51 | 66 | −15  |                 |
| 14   | San Jose Earthquakes   | 21   | 34 | 6  | 3  | 25 | 41 | 78 | −37  |                 |

 Fuente: MLS Standings
Criterios de clasificación: 1) Puntos; 2) Partidos ganados; 3) Diferencia de goles; 4) Goles anotados; 5) Puntos disciplinarios; 6) Diferencia de goles de visitante; 7) Goles de visitante; 8) Diferencia de goles de local; 9) Goles anotados de local; 10) Moneda al aire (solo 2 clubes), sorteo (más de 3 clubes).

### Evolución de las posiciones

#### Primera Rueda
| Equipo                 | Fecha | Fecha | Fecha | Fecha | Fecha | Fecha | Fecha | Fecha | Fecha | Fecha | Fecha | Fecha | Fecha | Fecha | Fecha | Fecha | Fecha |
| Equipo                 | 1     | 2     | 3     | 4     | 5     | 6     | 7     | 8     | 9     | 10    | 11    | 12    | 13    | 14    | 15    | 16    | 17    |
| ---------------------- | ----- | ----- | ----- | ----- | ----- | ----- | ----- | ----- | ----- | ----- | ----- | ----- | ----- | ----- | ----- | ----- | ----- |
| Real Salt Lake         | 9     | 4     | 6     | 8     | 5     | 3     | 3     | 4     | 3     | 1     | 1     | 1     | 1     | 1     | 1     | 1     | 1     |
| Los Angeles F. C.      | 4     | 7     | 8     | 10    | 6     | 9     | 5     | 6     | 7     | 5     | 7     | 5     | 3     | 5     | 4     | 3     | 2     |
| Minnesota United F. C. | 3     | 5     | 2     | 1     | 1     | 4     | 4     | 7     | 4     | 4     | 2     | 2     | 2     | 2     | 2     | 4     | 3     |
| LA Galaxy              | 8     | 2     | 3     | 4     | 2     | 1     | 2     | 1     | 1     | 2     | 3     | 3     | 5     | 4     | 3     | 2     | 4     |
| Vancouver Whitecaps    | 10    | 9     | 5     | 2     | 3     | 2     | 1     | 2     | 2     | 3     | 4     | 4     | 7     | 7     | 7     | 6     | 5     |
| Austin F. C.           | 12    | 12    | 11    | 12    | 13    | 11    | 8     | 11    | 8     | 7     | 6     | 8     | 6     | 3     | 5     | 5     | 6     |
| Houston Dynamo         | 5     | 10    | 12    | 9     | 7     | 5     | 6     | 3     | 5     | 8     | 8     | 7     | 8     | 8     | 8     | 8     | 7     |
| Colorado Rapids        | 14    | 13    | 7     | 7     | 10    | 7     | 9     | 5     | 6     | 6     | 5     | 6     | 4     | 6     | 6     | 7     | 8     |
| Portland Timbers       | 1     | 1     | 1     | 3     | 4     | 8     | 10    | 10    | 11    | 11    | 12    | 14    | 11    | 11    | 10    | 9     | 9     |
| Seattle Sounders       | 11    | 11    | 13    | 13    | 14    | 14    | 12    | 12    | 12    | 13    | 11    | 10    | 10    | 10    | 9     | 10    | 10    |
| St. Louis City FC      | 7     | 3     | 4     | 5     | 8     | 10    | 11    | 8     | 9     | 9     | 9     | 9     | 9     | 9     | 11    | 11    | 11    |
| Dallas F. C.           | 2     | 6     | 9     | 11    | 11    | 12    | 13    | 13    | 13    | 12    | 13    | 11    | 12    | 12    | 12    | 12    | 12    |
| San Jose Earthquakes   | 13    | 14    | 14    | 14    | 12    | 13    | 14    | 14    | 14    | 14    | 14    | 13    | 14    | 14    | 13    | 13    | 13    |
| Sporting Kansas City   | 6     | 8     | 10    | 6     | 9     | 6     | 7     | 9     | 10    | 10    | 10    | 12    | 13    | 13    | 14    | 14    | 14    |

#### Segunda Rueda
| Equipo                 | Fecha | Fecha | Fecha | Fecha | Fecha | Fecha | Fecha | Fecha | Fecha | Fecha | Fecha | Fecha | Fecha | Fecha | Fecha | Fecha | Fecha |
| Equipo                 | 18    | 19    | 20    | 21    | 22    | 23    | 24    | 25    | 26    | 27    | 28    | 29    | 30    | 31    | 32    | 33    | 34    |
| ---------------------- | ----- | ----- | ----- | ----- | ----- | ----- | ----- | ----- | ----- | ----- | ----- | ----- | ----- | ----- | ----- | ----- | ----- |
| Los Angeles F. C.      | 2     | 2     | 1     | 1     | 1     | 1     | 2     | 2     | 2     | 2     | 2     | 3     | 4     | 2     | 2     | 2     | 1     |
| LA Galaxy              | 3     | 3     | 3     | 2     | 3     | 3     | 1     | 1     | 1     | 1     | 1     | 1     | 1     | 1     | 1     | 1     | 2     |
| Real Salt Lake         | 1     | 1     | 2     | 3     | 2     | 2     | 3     | 3     | 3     | 3     | 4     | 2     | 2     | 3     | 4     | 4     | 3     |
| Seattle Sounders       | 9     | 10    | 10    | 9     | 7     | 7     | 6     | 7     | 5     | 8     | 5     | 7     | 6     | 5     | 3     | 3     | 4     |
| Houston Dynamo         | 7     | 8     | 7     | 6     | 8     | 8     | 8     | 6     | 8     | 7     | 7     | 7     | 5     | 6     | 5     | 5     | 5     |
| Minnesota United F. C. | 4     | 4     | 5     | 7     | 10    | 9     | 9     | 9     | 11    | 9     | 9     | 9     | 9     | 8     | 8     | 7     | 6     |
| Colorado Rapids        | 6     | 5     | 4     | 4     | 4     | 4     | 5     | 4     | 4     | 4     | 3     | 4     | 3     | 4     | 6     | 6     | 7     |
| Vancouver Whitecaps    | 5     | 6     | 9     | 8     | 6     | 6     | 4     | 5     | 6     | 5     | 6     | 6     | 7     | 7     | 7     | 8     | 8     |
| Portland Timbers       | 10    | 7     | 6     | 5     | 5     | 5     | 7     | 8     | 7     | 6     | 8     | 8     | 8     | 9     | 9     | 9     | 9     |
| Austin F. C.           | 8     | 9     | 8     | 10    | 9     | 10    | 10    | 10    | 9     | 10    | 11    | 10    | 11    | 11    | 10    | 10    | 10    |
| Dallas F. C.           | 12    | 11    | 11    | 11    | 11    | 11    | 11    | 11    | 10    | 11    | 10    | 11    | 10    | 10    | 11    | 11    | 11    |
| St. Louis City FC      | 11    | 12    | 12    | 12    | 12    | 13    | 13    | 13    | 13    | 13    | 13    | 13    | 13    | 12    | 12    | 12    | 12    |
| Sp. Kansas City        | 13    | 13    | 13    | 13    | 13    | 12    | 12    | 12    | 12    | 12    | 12    | 12    | 12    | 13    | 13    | 13    | 13    |
| San Jose Earthquakes   | 14    | 14    | 14    | 14    | 14    | 14    | 14    | 14    | 14    | 14    | 14    | 14    | 14    | 14    | 14    | 14    | 14    |

### Tabla general
| Pos. | Equipo                 | Pts. | PJ | G  | E  | P  | GF | GC | Dif. | Clasificación 2025                                       |
| ---- | ---------------------- | ---- | -- | -- | -- | -- | -- | -- | ---- | -------------------------------------------------------- |
| 1    | Inter Miami            | 74   | 34 | 22 | 8  | 4  | 79 | 49 | +30  | Ronda 1 de la Copa de Campeones y Copa Mundial de Clubes |
| 2    | Columbus Crew          | 66   | 34 | 19 | 9  | 6  | 72 | 40 | +32  | Octavos de final de la Copa de Campeones                 |
| 3    | Los Angeles F. C.      | 64   | 34 | 19 | 7  | 8  | 63 | 43 | +20  | Ronda 1 de la Copa de Campeones                          |
| 4    | Los Angeles Galaxy     | 64   | 34 | 19 | 7  | 8  | 69 | 50 | +19  | Octavos de final de la Copa de Campeones                 |
| 5    | F. C. Cincinnati       | 59   | 34 | 18 | 5  | 11 | 58 | 48 | +10  | Ronda 1 de la Copa de Campeones                          |
| 6    | Real Salt Lake         | 59   | 34 | 16 | 11 | 7  | 65 | 48 | +17  | Ronda 1 de la Copa de Campeones                          |
| 7    | Seattle Sounders       | 57   | 34 | 16 | 9  | 9  | 51 | 35 | +16  | Ronda 1 de la Copa de Campeones                          |
| 8    | Houston Dynamo         | 54   | 34 | 15 | 9  | 10 | 47 | 39 | +8   | Dieciseisavos de final de la U.S. Open Cup               |
| 9    | Orlando City           | 52   | 34 | 15 | 7  | 12 | 59 | 50 | +9   | Dieciseisavos de final de la U.S. Open Cup               |
| 10   | Minnesota United F. C. | 52   | 34 | 15 | 7  | 12 | 58 | 49 | +9   | Dieciseisavos de final de la U.S. Open Cup               |
| 11   | Charlotte F. C.        | 51   | 34 | 14 | 9  | 11 | 46 | 37 | +9   | Dieciseisavos de final de la U.S. Open Cup               |
| 12   | Colorado Rapids        | 50   | 34 | 15 | 5  | 14 | 61 | 60 | +1   | Ronda 1 de la Copa de Campeones                          |
| 13   | New York City F. C.    | 50   | 34 | 14 | 8  | 12 | 54 | 49 | +5   | Dieciseisavos de final de la U.S. Open Cup               |
| 14   | Vancouver Whitecaps    | 47   | 34 | 13 | 8  | 13 | 52 | 49 | +3   | Ronda 1 de la Copa de Campeones                          |
| 15   | Portland Timbers       | 47   | 34 | 12 | 11 | 11 | 65 | 56 | +9   | Dieciseisavos de final de la U.S. Open Cup               |
| 16   | New York Red Bulls     | 47   | 34 | 11 | 14 | 9  | 55 | 50 | +5   | Dieciseisavos de final de la U.S. Open Cup               |
| 17   | C. F. Montréal         | 43   | 34 | 11 | 10 | 13 | 48 | 64 | −16  |                                                          |
| 18   | Austin F. C.           | 42   | 34 | 11 | 9  | 14 | 39 | 48 | −9   | Dieciseisavos de final de la U.S. Open Cup               |
| 19   | F. C. Dallas           | 41   | 34 | 11 | 8  | 15 | 54 | 56 | −2   | Dieciseisavos de final de la U.S. Open Cup               |
| 20   | Atlanta United         | 40   | 34 | 10 | 10 | 14 | 46 | 49 | −3   |                                                          |
| 21   | D. C. United           | 40   | 34 | 10 | 10 | 14 | 52 | 70 | −18  | Dieciseisavos de final de la U.S. Open Cup               |
| 22   | Toronto F. C.          | 37   | 34 | 11 | 4  | 19 | 40 | 61 | −21  |                                                          |
| 23   | Philadelphia Union     | 37   | 34 | 9  | 10 | 15 | 62 | 55 | +7   | Dieciseisavos de final de la U.S. Open Cup               |
| 24   | St. Louis City SC      | 37   | 34 | 8  | 13 | 13 | 50 | 63 | −13  | Dieciseisavos de final de la U.S. Open Cup               |
| 25   | Nashville S. C.        | 36   | 34 | 9  | 9  | 16 | 38 | 54 | −16  | Dieciseisavos de final de la U.S. Open Cup               |
| 26   | New England Revolution | 31   | 34 | 9  | 4  | 21 | 37 | 74 | −37  | Dieciseisavos de final de la U.S. Open Cup               |
| 27   | Sporting Kansas City   | 31   | 34 | 8  | 7  | 19 | 51 | 66 | −15  | Ronda 1 de la Copa de Campeones                          |
| 28   | Chicago Fire           | 30   | 34 | 7  | 9  | 18 | 40 | 62 | −22  | Dieciseisavos de final de la U.S. Open Cup               |
| 29   | San Jose Earthquakes   | 21   | 34 | 6  | 3  | 25 | 41 | 78 | −37  | Dieciseisavos de final de la U.S. Open Cup               |

 Fuente: MLS Standings
Criterios de clasificación: 1) Puntos; 2) Partidos ganados; 3) Diferencia de goles; 4) Goles anotados; 5) Puntos disciplinarios; 6) Diferencia de goles de visitante; 7) Goles de visitante; 8) Diferencia de goles de local; 9) Goles anotados de local; 10) Moneda al aire (solo 2 clubes), sorteo (más de 3 clubes).
Notas:
1. ↑  Ganador de la MLS Supporters' Shield 2024.
2. ↑  Campeón de la Leagues Cup 2024.
3. ↑  Subcampeón de la Leagues Cup 2024, campeón de la U.S. Open Cup 2024 y campeón de la Conferencia Oeste.
4. ↑  Campeón de la MLS Cup 2024 y segundo lugar de la Conferencia Oeste.
5. ↑  Tercer lugar de la Leagues Cup 2024.
6. ↑  Campeón del Campeonato Canadiense de Fútbol 2024.
7. ↑  Subcampeón de la U.S. Open Cup 2024.

## Resultados
- Los horarios corresponden al huso horario de Estados Unidos: (Hora del Este, UTC-5 en horario estándar).

| Jornada 1          | Jornada 1 | Jornada 1              | Jornada 1                  | Jornada 1     | Jornada 1 |
| Local              | Resultado | Visitante              | Estadio                    | Fecha         | Hora      |
| ------------------ | --------- | ---------------------- | -------------------------- | ------------- | --------- |
| Inter Miami        | 2 – 0     | Real Salt Lake         | Chase Stadium              | 21 de febrero | 20:00     |
| Columbus Crew      | 1 – 0     | Atlanta United         | Lower.com Field            | 24 de febrero | 14:00     |
| Los Angeles F. C.  | 2 – 1     | Seattle Sounders       | BMO Stadium                | 24 de febrero | 16:30     |
| Charlotte F. C.    | 1 – 0     | New York City F. C.    | Bank of America Stadium    | 24 de febrero | 19:30     |
| D. C. United       | 3 – 1     | New England Revolution | Audi Field                 | 24 de febrero | 19:30     |
| Orlando City S. C. | 0 – 0     | C. F. Montréal         | Inter&Co Stadium           | 24 de febrero | 19:30     |
| Philadelphia Union | 2 – 2     | Chicago Fire           | Subaru Park                | 24 de febrero | 19:30     |
| Austin F. C.       | 1 – 2     | Minnesota United       | Q2 Stadium                 | 24 de febrero | 20:30     |
| F. C. Dallas       | 2 – 1     | San Jose Earthquakes   | Toyota Stadium             | 24 de febrero | 20:30     |
| Houston Dynamo     | 1 – 1     | Sporting Kansas City   | Shell Energy Stadium       | 24 de febrero | 20:30     |
| St. Louis City     | 1 – 1     | Real Salt Lake         | Citypark                   | 24 de febrero | 20:30     |
| Portland Timbers   | 4 – 1     | Colorado Rapids        | Providence Park            | 24 de febrero | 22:30     |
| F. C. Cincinnati   | 0 – 0     | Toronto F. C.          | TQL Stadium                | 25 de febrero | 14:30     |
| Nashville S. C.    | 0 – 0     | New York Red Bulls     | Geodis Park                | 25 de febrero | 17:00     |
| Los Angeles Galaxy | 1 – 1     | Inter Miami            | Dignity Health Sports Park | 25 de febrero | 21:00     |

| Jornada 2              | Jornada 2 | Jornada 2           | Jornada 2                  | Jornada 2  | Jornada 2 |
| Local                  | Resultado | Visitante           | Estadio                    | Fecha      | Hora      |
| ---------------------- | --------- | ------------------- | -------------------------- | ---------- | --------- |
| Minnesota United       | 1 – 1     | Columbus Crew       | Allianz Field              | 2 de marzo | 14:00     |
| Real Salt Lake         | 3 – 0     | Los Angeles F. C.   | America First Field        | 2 de marzo | 16:00     |
| Inter Miami            | 5 – 0     | Orlando City S. C.  | Chase Stadium              | 2 de marzo | 16:30     |
| Vancouver Whitecaps    | 1 – 1     | Charlotte F. C.     | BC Place                   | 2 de marzo | 19:30     |
| Chicago Fire           | 1 – 2     | F. C. Cincinnati    | Soldier Field              | 2 de marzo | 20:30     |
| F. C. Dallas           | 1 – 2     | C. F. Montréal      | Toyota Stadium             | 2 de marzo | 20:30     |
| Houston Dynamo         | 1 – 2     | New York Red Bulls  | Shell Energy Stadium       | 2 de marzo | 20:30     |
| Sporting Kansas City   | 1 – 1     | Philadelphia Union  | Children's Mercy Park      | 2 de marzo | 20:30     |
| St. Louis City         | 2 – 0     | New York City F. C. | Citypark                   | 2 de marzo | 20:30     |
| Colorado Rapids        | 1 – 1     | Nashville S. C.     | Dick's Sporting Goods Park | 2 de marzo | 21:30     |
| Portland Timbers       | 2 – 2     | D. C. United        | Providence Park            | 2 de marzo | 22:30     |
| San Jose Earthquakes   | 1 – 3     | Los Angeles Galaxy  | PayPal Park                | 2 de marzo | 22:30     |
| Seattle Sounders       | 0 – 0     | Austin F. C.        | Lumen Field                | 2 de marzo | 22:30     |
| New England Revolution | 0 – 1     | Toronto F. C.       | Gillette Stadium           | 3 de marzo | 14:00     |

| Jornada 3            | Jornada 3 | Jornada 3              | Jornada 3             | Jornada 3   | Jornada 3 |
| Local                | Resultado | Visitante              | Estadio               | Fecha       | Hora      |
| -------------------- | --------- | ---------------------- | --------------------- | ----------- | --------- |
| New York City F. C.  | 1 – 2     | Portland Timbers       | Yankee Stadium        | 9 de marzo  | 14:00     |
| Toronto F. C.        | 1 – 0     | Charlotte F. C.        | BMO Field             | 9 de marzo  | 14:00     |
| Atlanta United       | 4 – 1     | New England Revolution | Mercedes-Benz Stadium | 9 de marzo  | 19:30     |
| Columbus Crew        | 2 – 1     | Chicago Fire           | Lower.com Field       | 9 de marzo  | 19:30     |
| New York Red Bulls   | 2 – 1     | F. C. Dallas           | Red Bull Arena        | 9 de marzo  | 19:30     |
| Orlando City S. C.   | 2 – 3     | Minnesota United       | Inter&Co Stadium      | 9 de marzo  | 19:30     |
| Philadelphia Union   | 2 – 3     | Seattle Sounders       | Subaru Park           | 9 de marzo  | 19:30     |
| Austin F. C.         | 2 – 2     | St. Louis City         | Q2 Stadium            | 9 de marzo  | 20:30     |
| Real Salt Lake       | 1 – 2     | Colorado Rapids        | America First Field   | 9 de marzo  | 21:30     |
| Los Angeles F. C.    | 0 – 0     | Sporting Kansas City   | BMO Stadium           | 9 de marzo  | 22:30     |
| San Jose Earthquakes | 0 – 2     | Vancouver Whitecaps    | PayPal Park           | 9 de marzo  | 22:30     |
| F. C. Cincinnati     | 0 – 0     | D. C. United           | TQL Stadium           | 10 de marzo | 15:00     |
| Nashville S. C.      | 2 – 2     | Los Angeles Galaxy     | Geodis Park           | 10 de marzo | 15:00     |
| Inter Miami          | 2 – 3     | C. F. Montréal         | Chase Stadium         | 10 de marzo | 17:00     |

| Jornada 4              | Jornada 4 | Jornada 4            | Jornada 4                  | Jornada 4   | Jornada 4 |
| Local                  | Resultado | Visitante            | Estadio                    | Fecha       | Hora      |
| ---------------------- | --------- | -------------------- | -------------------------- | ----------- | --------- |
| Chicago Fire           | 4 – 3     | C. F. Montréal       | Soldier Field              | 16 de marzo | 13:00     |
| D. C. United           | 1 – 3     | Inter Miami          | Audi Field                 | 16 de marzo | 13:00     |
| Seattle Sounders       | 1 – 1     | Colorado Rapids      | Lumen Field                | 16 de marzo | 14:30     |
| Columbus Crew          | 3 – 0     | New York Red Bulls   | Lower.com Field            | 16 de marzo | 18:30     |
| New York City F. C.    | 2 – 1     | Toronto F. C.        | Yankee Stadium             | 16 de marzo | 18:30     |
| Austin F. C.           | 2 – 2     | Philadelphia Union   | Q2 Stadium                 | 16 de marzo | 19:30     |
| F. C. Dallas           | 1 – 3     | Vancouver Whitecaps  | Toyota Stadium             | 16 de marzo | 19:30     |
| Houston Dynamo         | 1 – 0     | Portland Timbers     | Shell Energy Stadium       | 16 de marzo | 19:30     |
| Sporting Kansas City   | 2 – 1     | San Jose Earthquakes | Children's Mercy Park      | 16 de marzo | 19:30     |
| Minnesota United       | 2 – 0     | Los Angeles F. C.    | Allianz Field              | 16 de marzo | 19:30     |
| Nashville S. C.        | 2 – 1     | Charlotte F. C.      | Geodis Park                | 16 de marzo | 19:30     |
| Los Angeles Galaxy     | 3 – 3     | St. Louis City       | Dignity Health Sports Park | 16 de marzo | 21:30     |
| New England Revolution | 1 – 2     | F. C. Cincinnati     | Gillette Stadium           | 17 de marzo | 13:00     |
| Atlanta United         | 2 – 0     | Orlando City S. C.   | Mercedes-Benz Stadium      | 17 de marzo | 18:00     |

| Jornada 5              | Jornada 5 | Jornada 5           | Jornada 5                  | Jornada 5   | Jornada 5 |
| Local                  | Resultado | Visitante           | Estadio                    | Fecha       | Hora      |
| ---------------------- | --------- | ------------------- | -------------------------- | ----------- | --------- |
| New England Revolution | 1 – 1     | Chicago Fire        | Gillette Stadium           | 23 de marzo | 13:00     |
| New York Red Bulls     | 4 – 0     | Inter Miami         | Red Bull Arena             | 23 de marzo | 13:00     |
| Charlotte F. C.        | 2 – 0     | Columbus Crew       | Bank of America Stadium    | 23 de marzo | 18:30     |
| F. C. Cincinnati       | 1 – 0     | New York City F. C. | TQL Stadium                | 23 de marzo | 18:30     |
| Orlando City S. C.     | 2 – 0     | Austin F. C.        | Inter&Co Stadium           | 23 de marzo | 18:30     |
| Toronto F. C.          | 2 – 0     | Atlanta United      | BMO Field                  | 23 de marzo | 18:30     |
| Vancouver Whitecaps    | 1 – 2     | Real Salt Lake      | BC Place                   | 23 de marzo | 18:30     |
| Sporting Kansas City   | 2 – 3     | Los Angeles Galaxy  | Children's Mercy Park      | 23 de marzo | 19:30     |
| St. Louis City         | 2 – 2     | D. C. United        | Citypark                   | 23 de marzo | 19:30     |
| Colorado Rapids        | 0 – 1     | Houston Dynamo      | Dick's Sporting Goods Park | 23 de marzo | 20:30     |
| Los Angeles F. C.      | 5 – 0     | Nashville S. C.     | BMO Stadium                | 23 de marzo | 21:30     |
| Portland Timbers       | 1 – 3     | Philadelphia Union  | Providence Park            | 23 de marzo | 21:30     |
| San Jose Earthquakes   | 3 – 2     | Seattle Sounders    | PayPal Park                | 23 de marzo | 21:30     |

| Jornada 6           | Jornada 6 | Jornada 6            | Jornada 6                  | Jornada 6   | Jornada 6 |
| Local               | Resultado | Visitante            | Estadio                    | Fecha       | Hora      |
| ------------------- | --------- | -------------------- | -------------------------- | ----------- | --------- |
| Philadelphia Union  | 2 – 0     | Minnesota United     | Subaru Park                | 30 de marzo | 13:00     |
| Colorado Rapids     | 3 – 2     | Los Angeles F. C.    | Dick's Sporting Goods Park | 30 de marzo | 15:00     |
| Charlotte F. C.     | 1 – 1     | F. C. Cincinnati     | Bank of America Stadium    | 30 de marzo | 18:30     |
| D. C. United        | 1 – 0     | C. F. Montréal       | Audi Field                 | 30 de marzo | 18:30     |
| Inter Miami         | 1 – 1     | New York City F. C.  | Chase Stadium              | 30 de marzo | 18:30     |
| Orlando City S. C.  | 1 – 1     | New York Red Bulls   | Inter&Co Stadium           | 30 de marzo | 18:30     |
| Toronto F. C.       | 1 – 3     | Sporting Kansas City | BMO Field                  | 30 de marzo | 18:30     |
| Austin F. C.        | 2 – 1     | F. C. Dallas         | Q2 Stadium                 | 30 de marzo | 19:30     |
| Houston Dynamo      | 2 – 1     | San Jose Earthquakes | Shell Energy Stadium       | 30 de marzo | 19:30     |
| Nashville S. C.     | 2 – 2     | Columbus Crew        | Geodis Park                | 30 de marzo | 19:30     |
| Real Salt Lake      | 3 – 1     | St. Louis City       | America First Field        | 30 de marzo | 20:30     |
| Los Angeles Galaxy  | 1 – 0     | Seattle Sounders     | Dignity Health Sports Park | 30 de marzo | 21:30     |
| Vancouver Whitecaps | 3 – 2     | Portland Timbers     | BC Place                   | 30 de marzo | 21:30     |
| Atlanta United      | 3 – 0     | Chicago Fire         | Mercedes-Benz Stadium      | 31 de marzo | 14:45     |

| Jornada 7              | Jornada 7 | Jornada 7            | Jornada 7             | Jornada 7  | Jornada 7 |
| Local                  | Resultado | Visitante            | Estadio               | Fecha      | Hora      |
| ---------------------- | --------- | -------------------- | --------------------- | ---------- | --------- |
| F. C. Cincinnati       | 1 – 2     | New York Red Bulls   | TQL Stadium           | 6 de abril | 18:30     |
| Columbus Crew          | 1 – 1     | D. C. United         | Lower.com Field       | 6 de abril | 18:30     |
| Inter Miami            | 2 – 2     | Colorado Rapids      | Chase Stadium         | 6 de abril | 18:30     |
| New England Revolution | 1 – 0     | Charlotte F. C.      | Gillette Stadium      | 6 de abril | 18:30     |
| New York City F. C.    | 1 – 1     | Atlanta United       | Citi Field            | 6 de abril | 18:30     |
| Vancouver Whitecaps    | 4 – 0     | Toronto F. C.        | BC Place              | 6 de abril | 18:30     |
| Los Angeles F. C.      | 2 – 1     | Los Angeles Galaxy   | BMO Stadium           | 6 de abril | 18:45     |
| Austin F. C.           | 4 – 3     | San Jose Earthquakes | Q2 Stadium            | 6 de abril | 19:30     |
| Chicago Fire           | 2 – 1     | Houston Dynamo       | Soldier Field         | 6 de abril | 19:30     |
| Minnesota United       | 1 – 1     | Real Salt Lake       | Allianz Field         | 6 de abril | 19:30     |
| Nashville S. C.        | 1 – 2     | Philadelphia Union   | Geodis Park           | 6 de abril | 19:30     |
| St. Louis City         | 0 – 0     | F. C. Dallas         | Citypark              | 6 de abril | 19:30     |
| Seattle Sounders       | 5 – 0     | C. F. Montréal       | Lumen Field           | 6 de abril | 21:30     |
| Sporting Kansas City   | 3 – 3     | Portland Timbers     | Children's Mercy Park | 7 de abril | 12:45     |

| Jornada 8            | Jornada 8 | Jornada 8              | Jornada 8               | Jornada 8   | Jornada 8 |
| Local                | Resultado | Visitante              | Estadio                 | Fecha       | Hora      |
| -------------------- | --------- | ---------------------- | ----------------------- | ----------- | --------- |
| Portland Timbers     | 2 – 2     | Los Angeles F. C.      | Providence Park         | 13 de abril | 15:45     |
| Charlotte F. C.      | 3 – 2     | Toronto F. C.          | Bank of America Stadium | 13 de abril | 18:30     |
| D. C. United         | 2 – 3     | Orlando City S. C.     | Audi Field              | 13 de abril | 18:30     |
| C. F. Montréal       | 2 – 1     | F. C. Cincinnati       | Saputo                  | 13 de abril | 18:30     |
| New York Red Bulls   | 0 – 0     | Chicago Fire           | Red Bull Arena          | 13 de abril | 18:30     |
| New York City F. C.  | 2 – 0     | New England Revolution | Yankee Stadium          | 13 de abril | 18:30     |
| F. C. Dallas         | 0 – 0     | Seattle Sounders       | Toyota Stadium          | 13 de abril | 19:30     |
| Sporting Kansas City | 2 – 3     | Inter Miami            | Arrowhead Stadium       | 13 de abril | 19:30     |
| Minnesota United     | 1 – 2     | Houston Dynamo         | Allianz Field           | 13 de abril | 19:30     |
| Real Salt Lake       | 0 – 0     | Columbus Crew          | America First Field     | 13 de abril | 20:30     |
| San Jose Earthquakes | 0 – 3     | Colorado Rapids        | PayPal Park             | 13 de abril | 21:30     |
| Vancouver Whitecaps  | 1 – 3     | Los Angeles Galaxy     | BC Place                | 13 de abril | 21:30     |
| Atlanta United       | 2 – 2     | Philadelphia Union     | Mercedes-Benz Stadium   | 14 de abril | 13:30     |
| St. Louis City       | 1 – 0     | Austin F. C.           | Citypark                | 14 de abril | 15:45     |

| Jornada 9            | Jornada 9 | Jornada 9              | Jornada 9                  | Jornada 9   | Jornada 9 |
| Local                | Resultado | Visitante              | Estadio                    | Fecha       | Hora      |
| -------------------- | --------- | ---------------------- | -------------------------- | ----------- | --------- |
| Atlanta United       | 1 – 2     | F. C. Cincinnati       | Mercedes-Benz Stadium      | 20 de abril | 18:30     |
| Columbus Crew        | 2 – 2     | Portland Timbers       | Lower.com Field            | 20 de abril | 18:30     |
| Inter Miami          | 3 – 1     | Nashville S. C.        | Chase Stadium              | 20 de abril | 18:30     |
| C. F. Montréal       | 2 – 2     | Orlando City S. C.     | Saputo                     | 20 de abril | 18:30     |
| New York City F. C.  | 2 – 0     | D. C. United           | Citi Field                 | 20 de abril | 18:30     |
| Toronto F. C.        | 1 – 0     | New England Revolution | BMO Field                  | 20 de abril | 18:30     |
| Chicago Fire         | 0 – 4     | Real Salt Lake         | Soldier Field              | 20 de abril | 19:30     |
| Houston Dynamo       | 0 – 1     | Austin F. C.           | Shell Energy Stadium       | 20 de abril | 19:30     |
| Sporting Kansas City | 3 – 3     | St. Louis City         | Children's Mercy Park      | 20 de abril | 19:30     |
| Colorado Rapids      | 2 – 1     | F. C. Dallas           | Dick's Sporting Goods Park | 20 de abril | 20:30     |
| Los Angeles F. C.    | 2 – 2     | New York Red Bulls     | BMO Stadium                | 20 de abril | 21:30     |
| Seattle Sounders     | 0 – 2     | Vancouver Whitecaps    | Lumen Field                | 20 de abril | 21:30     |
| Charlotte F. C.      | 0 – 3     | Minnesota United       | Bank of America Stadium    | 21 de abril | 17:00     |
| Los Angeles Galaxy   | 4 – 3     | San Jose Earthquakes   | Dignity Health Sports Park | 21 de abril | 19:15     |

| Jornada 10             | Jornada 10 | Jornada 10           | Jornada 10       | Jornada 10  | Jornada 10 |
| Local                  | Resultado  | Visitante            | Estadio          | Fecha       | Hora       |
| ---------------------- | ---------- | -------------------- | ---------------- | ----------- | ---------- |
| Austin F. C.           | 2 – 0      | Los Angeles Galaxy   | Q2 Stadium       | 27 de abril | 12:45      |
| F. C. Cincinnati       | 2 – 1      | Colorado Rapids      | TQL Stadium      | 27 de abril | 18:30      |
| Columbus Crew          | 0 – 0      | C. F. Montréal       | Lower.com Field  | 27 de abril | 18:30      |
| D. C. United           | 2 – 1      | Seattle Sounders     | Audi Field       | 27 de abril | 18:30      |
| New England Revolution | 1 – 4      | Inter Miami          | Gillette Stadium | 27 de abril | 18:30      |
| New York Red Bulls     | 1 – 1      | Vancouver Whitecaps  | Red Bull Arena   | 27 de abril | 18:30      |
| New York City F. C.    | 2 – 1      | Charlotte F. C.      | Yankee Stadium   | 27 de abril | 18:30      |
| Orlando City S. C.     | 1 – 2      | Toronto F. C.        | Inter&Co Stadium | 27 de abril | 18:30      |
| Philadelphia Union     | 1 – 2      | Real Salt Lake       | Subaru Park      | 27 de abril | 18:30      |
| Chicago Fire           | 0 – 0      | Atlanta United       | Soldier Field    | 27 de abril | 19:30      |
| F. C. Dallas           | 2 – 0      | Houston Dynamo       | Toyota Stadium   | 27 de abril | 19:30      |
| Minnesota United       | 2 – 1      | Sporting Kansas City | Allianz Field    | 27 de abril | 19:30      |
| Nashville S. C.        | 1 – 1      | San Jose Earthquakes | Geodis Park      | 27 de abril | 19:30      |
| Los Angeles F. C.      | 3 – 2      | Portland Timbers     | BMO Stadium      | 27 de abril | 21:30      |

| Jornada 11           | Jornada 11 | Jornada 11             | Jornada 11              | Jornada 11 | Jornada 11 |
| Local                | Resultado  | Visitante              | Estadio                 | Fecha      | Hora       |
| -------------------- | ---------- | ---------------------- | ----------------------- | ---------- | ---------- |
| Atlanta United       | 1 – 2      | Minnesota United       | Mercedes-Benz Stadium   | 4 de mayo  | 18:30      |
| Charlotte F. C.      | 2 – 0      | Portland Timbers       | Bank of America Stadium | 4 de mayo  | 18:30      |
| D. C. United         | 2 – 2      | Philadelphia Union     | Audi Field              | 4 de mayo  | 18:30      |
| Inter Miami          | 6 – 2      | New York Red Bulls     | Chase Stadium           | 4 de mayo  | 18:30      |
| Orlando City S. C.   | 0 – 1      | F. C. Cincinnati       | Inter&Co Stadium        | 4 de mayo  | 18:30      |
| San Jose Earthquakes | 3 – 1      | Los Angeles F. C.      | Levi's Stadium          | 4 de mayo  | 18:30      |
| Toronto F. C.        | 3 – 1      | F. C. Dallas           | BMO Field               | 4 de mayo  | 18:30      |
| Chicago Fire         | 0 – 1      | New England Revolution | Soldier Field           | 4 de mayo  | 19:30      |
| Houston Dynamo       | 0 – 0      | St. Louis City         | Shell Energy Stadium    | 4 de mayo  | 19:30      |
| Nashville S. C.      | 4 – 1      | C. F. Montréal         | Geodis Park             | 4 de mayo  | 19:30      |
| Real Salt Lake       | 1 – 0      | Sporting Kansas City   | America First Field     | 4 de mayo  | 20:30      |
| Vancouver Whitecaps  | 0 – 0      | Austin F. C.           | BC Place                | 4 de mayo  | 21:30      |
| New York City F. C.  | 0 – 2      | Colorado Rapids        | Citi Field              | 5 de mayo  | 15:00      |
| Seattle Sounders     | 0 – 0      | Los Angeles Galaxy     | Lumen Field             | 5 de mayo  | 17:30      |

| Jornada 12           | Jornada 12 | Jornada 12             | Jornada 12                 | Jornada 12 | Jornada 12 |
| Local                | Resultado  | Visitante              | Estadio                    | Fecha      | Hora       |
| -------------------- | ---------- | ---------------------- | -------------------------- | ---------- | ---------- |
| Atlanta United       | 2 – 3      | D. C. United           | Mercedes-Benz Stadium      | 11 de mayo | 18:30      |
| Charlotte F. C.      | 1 – 0      | Nashville S. C.        | Bank of America Stadium    | 11 de mayo | 18:30      |
| C. F. Montréal       | 2 – 3      | Inter Miami            | Saputo                     | 11 de mayo | 18:30      |
| New York Red Bulls   | 4 – 2      | New England Revolution | Red Bull Arena             | 11 de mayo | 18:30      |
| Philadelphia Union   | 2 – 3      | Orlando City S. C.     | Subaru Park                | 11 de mayo | 18:30      |
| Toronto F. C.        | 2 – 3      | New York City F. C.    | BMO Field                  | 11 de mayo | 18:30      |
| Columbus Crew        | 1 – 2      | F. C. Cincinnati       | Lower.com Field            | 11 de mayo | 18:45      |
| F. C. Dallas         | 2 – 1      | Austin F. C.           | Toyota Stadium             | 11 de mayo | 19:30      |
| Sporting Kansas City | 1 – 2      | Houston Dynamo         | Children's Mercy Park      | 11 de mayo | 19:30      |
| St. Louis City       | 3 – 1      | Chicago Fire           | Citypark                   | 11 de mayo | 19:30      |
| Colorado Rapids      | 2 – 3      | San Jose Earthquakes   | Dick's Sporting Goods Park | 11 de mayo | 20:30      |
| Los Angeles Galaxy   | 2 – 2      | Real Salt Lake         | Dignity Health Sports Park | 11 de mayo | 21:30      |
| Los Angeles F. C.    | 3 – 0      | Vancouver Whitecaps    | BMO Stadium                | 11 de mayo | 21:30      |
| Portland Timbers     | 1 – 2      | Seattle Sounders       | Providence Park            | 12 de mayo | 15:45      |

| Jornada 13         | Jornada 13 | Jornada 13           | Jornada 13                 | Jornada 13 | Jornada 13 |
| Local              | Resultado  | Visitante            | Estadio                    | Fecha      | Hora       |
| ------------------ | ---------- | -------------------- | -------------------------- | ---------- | ---------- |
| F. C. Cincinnati   | 1 – 0      | Atlanta United       | TQL Stadium                | 15 de mayo | 18:30      |
| D. C. United       | 1 – 4      | New York Red Bulls   | Audi Field                 | 15 de mayo | 18:30      |
| C. F. Montréal     | 1 – 3      | Columbus Crew        | Saputo                     | 15 de mayo | 18:30      |
| Orlando City S. C. | 0 – 0      | Inter Miami          | Inter&Co Stadium           | 15 de mayo | 18:30      |
| Philadelphia Union | 1 – 2      | New York City F. C.  | Subaru Park                | 15 de mayo | 18:30      |
| Austin F. C.       | 1 – 0      | Houston Dynamo       | Q2 Stadium                 | 15 de mayo | 19:30      |
| Chicago Fire       | 0 – 1      | Charlotte F. C.      | Soldier Field              | 15 de mayo | 19:30      |
| Minnesota United   | 2 – 2      | Los Angeles Galaxy   | Allianz Field              | 15 de mayo | 19:30      |
| Nashville S. C.    | 2 – 0      | Toronto F. C.        | Geodis Park                | 15 de mayo | 19:30      |
| St. Louis City     | 0 – 2      | Los Angeles F. C.    | Citypark                   | 15 de mayo | 19:30      |
| Colorado Rapids    | 1 – 0      | Vancouver Whitecaps  | Dick's Sporting Goods Park | 15 de mayo | 20:30      |
| Real Salt Lake     | 2 – 0      | Seattle Sounders     | America First Field        | 15 de mayo | 20:30      |
| Portland Timbers   | 4 – 2      | San Jose Earthquakes | Providence Park            | 15 de mayo | 21:30      |

| Jornada 14             | Jornada 14 | Jornada 14           | Jornada 14              | Jornada 14 | Jornada 14 |
| Local                  | Resultado  | Visitante            | Estadio                 | Fecha      | Hora       |
| ---------------------- | ---------- | -------------------- | ----------------------- | ---------- | ---------- |
| Nashville S. C.        | 1 – 1      | Atlanta United       | Geodis Park             | 18 de mayo | 12:45      |
| Charlotte F. C.        | 0 – 0      | Los Angeles Galaxy   | Bank of America Stadium | 18 de mayo | 18:30      |
| F. C. Cincinnati       | 3 – 1      | St. Louis City       | TQL Stadium             | 18 de mayo | 18:30      |
| Inter Miami            | 1 – 0      | D. C. United         | Chase Stadium           | 18 de mayo | 18:30      |
| New England Revolution | 0 – 3      | Philadelphia Union   | Gillette Stadium        | 18 de mayo | 18:30      |
| New York City F. C.    | 2 – 1      | New York Red Bulls   | Citi Field              | 18 de mayo | 18:30      |
| Toronto F. C.          | 5 – 1      | C. F. Montréal       | BMO Field               | 18 de mayo | 18:30      |
| Austin F. C.           | 3 – 2      | Sporting Kansas City | Q2 Stadium              | 18 de mayo | 19:30      |
| Chicago Fire           | 1 – 3      | Columbus Crew        | Soldier Field           | 18 de mayo | 19:30      |
| Houston Dynamo         | 1 – 1      | F. C. Dallas         | Shell Energy Stadium    | 18 de mayo | 19:30      |
| Minnesota United       | 2 – 1      | Portland Timbers     | Allianz Field           | 18 de mayo | 19:30      |
| Real Salt Lake         | 5 – 3      | Colorado Rapids      | America First Field     | 18 de mayo | 20:30      |
| San Jose Earthquakes   | 0 – 1      | Orlando City S. C.   | PayPal Park             | 18 de mayo | 21:30      |
| Seattle Sounders       | 1 – 1      | Vancouver Whitecaps  | Lumen Field             | 18 de mayo | 21:30      |

| Jornada 15             | Jornada 15 | Jornada 15           | Jornada 15                 | Jornada 15 | Jornada 15 |
| Local                  | Resultado  | Visitante            | Estadio                    | Fecha      | Hora       |
| ---------------------- | ---------- | -------------------- | -------------------------- | ---------- | ---------- |
| Atlanta United         | 0 – 1      | Los Angeles F. C.    | Mercedes-Benz Stadium      | 25 de mayo | 18:30      |
| Charlotte F. C.        | 0 – 0      | Philadelphia Union   | Bank of America Stadium    | 25 de mayo | 18:30      |
| D. C. United           | 1 – 1      | Chicago Fire         | Audi Field                 | 25 de mayo | 18:30      |
| C. F. Montréal         | 0 – 0      | Nashville S. C.      | Saputo                     | 25 de mayo | 18:30      |
| New England Revolution | 0 – 1      | New York City F. C.  | Gillette Stadium           | 25 de mayo | 18:30      |
| Orlando City S. C.     | 0 – 2      | Columbus Crew        | Inter&Co Stadium           | 25 de mayo | 18:30      |
| Toronto F. C.          | 3 – 4      | F. C. Cincinnati     | BMO Field                  | 25 de mayo | 18:30      |
| F. C. Dallas           | 3 – 3      | Real Salt Lake       | Toyota Stadium             | 25 de mayo | 19:30      |
| St. Louis City         | 1 – 2      | Seattle Sounders     | Citypark                   | 25 de mayo | 19:30      |
| Colorado Rapids        | 3 – 3      | Minnesota United     | Dick's Sporting Goods Park | 25 de mayo | 20:30      |
| Los Angeles Galaxy     | 2 – 1      | Houston Dynamo       | Dignity Health Sports Park | 25 de mayo | 21:30      |
| Portland Timbers       | 2 – 1      | Sporting Kansas City | Providence Park            | 25 de mayo | 21:30      |
| San Jose Earthquakes   | 1 – 1      | Austin F. C.         | PayPal Park                | 25 de mayo | 21:30      |
| Vancouver Whitecaps    | 1 – 2      | Inter Miami          | BC Place                   | 25 de mayo | 21:30      |

| Jornada 16           | Jornada 16 | Jornada 16          | Jornada 16                 | Jornada 16 | Jornada 16 |
| Local                | Resultado  | Visitante           | Estadio                    | Fecha      | Hora       |
| -------------------- | ---------- | ------------------- | -------------------------- | ---------- | ---------- |
| F. C. Cincinnati     | 0 – 2      | Nashville S. C.     | TQL Stadium                | 29 de mayo | 18:30      |
| Inter Miami          | 1 – 3      | Atlanta United      | Chase Stadium              | 29 de mayo | 18:30      |
| C. F. Montréal       | 4 – 2      | D. C. United        | Saputo                     | 29 de mayo | 18:30      |
| New York Red Bulls   | 3 – 1      | Charlotte F. C.     | Red Bull Arena             | 29 de mayo | 18:30      |
| Philadelphia Union   | 0 – 0      | Toronto F. C.       | Subaru Park                | 29 de mayo | 18:30      |
| Austin F. C.         | 0 – 2      | Portland Timbers    | Q2 Stadium                 | 29 de mayo | 19:30      |
| Chicago Fire         | 1 – 1      | Orlando City S. C.  | Soldier Field              | 29 de mayo | 19:30      |
| Houston Dynamo       | 3 – 1      | Colorado Rapids     | Shell Energy Stadium       | 29 de mayo | 19:30      |
| Sporting Kansas City | 1 – 2      | Vancouver Whitecaps | Children's Mercy Park      | 29 de mayo | 19:30      |
| Los Angeles Galaxy   | 3 – 1      | F. C. Dallas        | Dignity Health Sports Park | 29 de mayo | 21:30      |
| Seattle Sounders     | 1 – 1      | Real Salt Lake      | Lumen Field                | 29 de mayo | 21:30      |
| Los Angeles F. C.    | 2 – 0      | Minnesota United    | BMO Stadium                | 29 de mayo | 21:45      |

| Jornada 17          | Jornada 17 | Jornada 17             | Jornada 17            | Jornada 17 | Jornada 17 |
| Local               | Resultado  | Visitante              | Estadio               | Fecha      | Hora       |
| ------------------- | ---------- | ---------------------- | --------------------- | ---------- | ---------- |
| New York City F. C. | 5 – 1      | San Jose Earthquakes   | Yankee Stadium        | 31 de mayo | 18:30      |
| D. C. United        | 2 – 2      | Toronto F. C.          | Audi Field            | 1 de junio | 18:30      |
| Inter Miami         | 3 – 3      | St. Louis City         | Chase Stadium         | 1 de junio | 18:30      |
| New York Red Bulls  | 1 – 0      | Orlando City S. C.     | Red Bull Arena        | 1 de junio | 18:30      |
| Philadelphia Union  | 2 – 2      | C. F. Montréal         | Subaru Park           | 1 de junio | 18:30      |
| Chicago Fire        | 2 – 1      | Los Angeles Galaxy     | Soldier Field         | 1 de junio | 19:30      |
| Minnesota United    | 3 – 1      | Sporting Kansas City   | Allianz Field         | 1 de junio | 19:30      |
| Nashville S. C.     | 1 – 2      | New England Revolution | Geodis Park           | 1 de junio | 19:30      |
| Real Salt Lake      | 5 – 1      | Austin F. C.           | America First Field   | 1 de junio | 20:30      |
| Los Angeles F. C.   | 1 – 0      | F. C. Dallas           | BMO Stadium           | 1 de junio | 21:30      |
| Portland Timbers    | 2 – 2      | Houston Dynamo         | Providence Park       | 1 de junio | 21:30      |
| Vancouver Whitecaps | 2 – 1      | Colorado Rapids        | BC Place              | 1 de junio | 21:30      |
| Atlanta United      | 2 – 3      | Charlotte F. C.        | Mercedes-Benz Stadium | 2 de junio | 15:45      |

| Jornada 18             | Jornada 18 | Jornada 18           | Jornada 18                 | Jornada 18  | Jornada 18 |
| Local                  | Resultado  | Visitante            | Estadio                    | Fecha       | Hora       |
| ---------------------- | ---------- | -------------------- | -------------------------- | ----------- | ---------- |
| New England Revolution | 1 – 0      | New York Red Bulls   | Gillette Stadium           | 8 de junio  | 18:30      |
| Minnesota United       | 1 – 1      | F. C. Dallas         | Allianz Field              | 8 de junio  | 19:30      |
| Sporting Kansas City   | 2 – 1      | Seattle Sounders     | Children's Mercy Park      | 8 de junio  | 19:30      |
| St. Louis City         | 0 – 0      | Portland Timbers     | Citypark                   | 8 de junio  | 19:30      |
| New York City F. C.    | 2 – 3      | Columbus Crew        | Yankee Stadium             | 14 de junio | 18:30      |
| Atlanta United         | 2 – 2      | Houston Dynamo       | Mercedes-Benz Stadium      | 15 de junio | 18:30      |
| Charlotte F. C.        | 1 – 0      | D. C. United         | Bank of America Stadium    | 15 de junio | 18:30      |
| C. F. Montréal         | 0 – 0      | Real Salt Lake       | Saputo                     | 15 de junio | 18:30      |
| New England Revolution | 3 – 2      | Vancouver Whitecaps  | Gillette Stadium           | 15 de junio | 18:30      |
| New York Red Bulls     | 0 – 0      | Nashville S. C.      | Red Bull Arena             | 15 de junio | 18:30      |
| Orlando City S. C.     | 1 – 3      | Los Angeles F. C.    | Inter&Co Stadium           | 15 de junio | 18:30      |
| Philadelphia Union     | 1 – 2      | Inter Miami          | Subaru Park                | 15 de junio | 18:30      |
| Toronto F. C.          | 1 – 4      | Chicago Fire         | BMO Field                  | 15 de junio | 18:30      |
| F. C. Dallas           | 2 – 0      | St. Louis City       | Toyota Stadium             | 15 de junio | 19:30      |
| Colorado Rapids        | 2 – 0      | Austin F. C.         | Dick's Sporting Goods Park | 15 de junio | 20:30      |
| Los Angeles Galaxy     | 4 – 2      | Sporting Kansas City | Dignity Health Sports Park | 15 de junio | 21:30      |
| San Jose Earthquakes   | 2 – 4      | F. C. Cincinnati     | PayPal Park                | 15 de junio | 21:30      |
| Seattle Sounders       | 2 – 0      | Minnesota United     | Lumen Field                | 15 de junio | 21:30      |

| Jornada 19           | Jornada 19 | Jornada 19          | Jornada 19                 | Jornada 19  | Jornada 19 |
| Local                | Resultado  | Visitante           | Estadio                    | Fecha       | Hora       |
| -------------------- | ---------- | ------------------- | -------------------------- | ----------- | ---------- |
| Charlotte F. C.      | 2 – 2      | Orlando City S. C.  | Bank of America Stadium    | 19 de junio | 18:30      |
| D. C. United         | 0 – 1      | Atlanta United      | Audi Field                 | 19 de junio | 18:30      |
| Inter Miami          | 2 – 1      | Columbus Crew       | Chase Stadium              | 19 de junio | 18:30      |
| C. F. Montréal       | 2 – 2      | New York Red Bulls  | Saputo                     | 19 de junio | 18:30      |
| Toronto F. C.        | 1 – 2      | Nashville S. C.     | BMO Field                  | 19 de junio | 18:30      |
| F. C. Cincinnati     | 4 – 3      | Philadelphia Union  | TQL Stadium                | 19 de junio | 18:45      |
| Austin F. C.         | 1 – 1      | Los Angeles F. C.   | Q2 Stadium                 | 19 de junio | 19:30      |
| F. C. Dallas         | 5 – 3      | Minnesota United    | Toyota Stadium             | 19 de junio | 19:30      |
| Houston Dynamo       | 2 – 2      | Seattle Sounders    | Shell Energy Stadium       | 19 de junio | 19:30      |
| Sporting Kansas City | 3 – 4      | Real Salt Lake      | Children's Mercy Park      | 19 de junio | 19:30      |
| St. Louis City       | 0 – 3      | Colorado Rapids     | Citypark                   | 19 de junio | 19:30      |
| Los Angeles Galaxy   | 2 – 0      | New York City F. C. | Dignity Health Sports Park | 19 de junio | 21:30      |
| San Jose Earthquakes | 1 – 2      | Portland Timbers    | PayPal Park                | 19 de junio | 21:30      |

| Jornada 20         | Jornada 20 | Jornada 20             | Jornada 20                 | Jornada 20  | Jornada 20 |
| Local              | Resultado  | Visitante              | Estadio                    | Fecha       | Hora       |
| ------------------ | ---------- | ---------------------- | -------------------------- | ----------- | ---------- |
| F. C. Cincinnati   | 1 – 2      | New England Revolution | TQL Stadium                | 22 de junio | 18:30      |
| Columbus Crew      | 4 – 0      | Sporting Kansas City   | Lower.com Field            | 22 de junio | 18:30      |
| D. C. United       | 1 – 4      | Houston Dynamo         | Audi Field                 | 22 de junio | 18:30      |
| New York Red Bulls | 3 – 0      | Toronto F. C.          | Red Bull Arena             | 22 de junio | 18:30      |
| Orlando City S. C. | 4 – 2      | Chicago Fire           | Inter&Co Stadium           | 22 de junio | 18:30      |
| Philadelphia Union | 0 – 2      | Charlotte F. C.        | Subaru Park                | 22 de junio | 18:30      |
| Minnesota United   | 0 – 1      | Austin F. C.           | Allianz Field              | 22 de junio | 19:30      |
| Nashville S. C.    | 1 – 0      | New York City F. C.    | Geodis Park                | 22 de junio | 19:30      |
| St. Louis City     | 1 – 1      | Atlanta United         | Citypark                   | 22 de junio | 19:30      |
| Colorado Rapids    | 4 – 1      | C. F. Montréal         | Dick's Sporting Goods Park | 22 de junio | 20:30      |
| Real Salt Lake     | 0 – 1      | Los Angeles Galaxy     | America First Field        | 22 de junio | 20:30      |
| Los Angeles F. C.  | 6 – 2      | San Jose Earthquakes   | BMO Stadium                | 22 de junio | 21:30      |
| Portland Timbers   | 2 – 0      | Vancouver Whitecaps    | Providence Park            | 22 de junio | 21:30      |
| Seattle Sounders   | 3 – 2      | F. C. Dallas           | Lumen Field                | 22 de junio | 21:30      |

| Jornada 21             | Jornada 21 | Jornada 21         | Jornada 21            | Jornada 21  | Jornada 21 |
| Local                  | Resultado  | Visitante          | Estadio               | Fecha       | Hora       |
| ---------------------- | ---------- | ------------------ | --------------------- | ----------- | ---------- |
| New York City F. C.    | 4 – 2      | Orlando City S. C. | Yankee Stadium        | 28 de junio | 18:30      |
| Atlanta United         | 2 – 1      | Toronto F. C.      | Mercedes-Benz Stadium | 29 de junio | 18:30      |
| C. F. Montréal         | 4 – 2      | Philadelphia Union | Saputo                | 29 de junio | 18:30      |
| New England Revolution | 1 – 5      | Columbus Crew      | Gillette Stadium      | 29 de junio | 18:30      |
| New York Red Bulls     | 2 – 2      | D. C. United       | Red Bull Arena        | 29 de junio | 18:30      |
| F. C. Dallas           | 0 – 1      | F. C. Cincinnati   | Toyota Stadium        | 29 de junio | 19:30      |
| Houston Dynamo         | 1 – 0      | Charlotte F. C.    | Shell Energy Stadium  | 29 de junio | 19:30      |
| Sporting Kansas City   | 2 – 0      | Austin F. C.       | Children's Mercy Park | 29 de junio | 19:30      |
| Nashville S. C.        | 1 – 2      | Inter Miami        | Geodis Park           | 29 de junio | 19:30      |
| Los Angeles F. C.      | 3 – 0      | Colorado Rapids    | BMO Stadium           | 29 de junio | 21:30      |
| Portland Timbers       | 3 – 2      | Minnesota United   | Providence Park       | 29 de junio | 21:30      |
| San Jose Earthquakes   | 0 – 3      | Los Angeles Galaxy | Stanford Stadium      | 29 de junio | 21:30      |
| Seattle Sounders       | 2 – 1      | Chicago Fire       | Lumen Field           | 29 de junio | 21:30      |
| Vancouver Whitecaps    | 4 – 3      | St. Louis City     | BC Place              | 29 de junio | 21:30      |

| Jornada 22             | Jornada 22 | Jornada 22             | Jornada 22                 | Jornada 22 | Jornada 22 |
| Local                  | Resultado  | Visitante              | Estadio                    | Fecha      | Hora       |
| ---------------------- | ---------- | ---------------------- | -------------------------- | ---------- | ---------- |
| Charlotte F. C.        | 1 – 2      | Inter Miami            | Bank of America Stadium    | 3 de julio | 18:30      |
| D. C. United           | 2 – 3      | F. C. Cincinnati       | Audi Field                 | 3 de julio | 18:30      |
| New York City F. C.    | 2 – 0      | C. F. Montréal         | Citi Field                 | 3 de julio | 18:30      |
| Toronto F. C.          | 1 – 2      | Orlando City S. C.     | BMO Field                  | 3 de julio | 18:30      |
| New England Revolution | 2 – 1      | Atlanta United         | Gillette Stadium           | 3 de julio | 18:45      |
| Chicago Fire           | 4 – 3      | Philadelphia Union     | Soldier Field              | 3 de julio | 19:30      |
| Minnesota United       | 1 – 3      | Vancouver Whitecaps    | Allianz Field              | 3 de julio | 19:30      |
| St. Louis City         | 2 – 0      | San Jose Earthquakes   | Citypark                   | 3 de julio | 19:30      |
| Columbus Crew          | 2 – 0      | Nashville S. C.        | Lower.com Field            | 3 de julio | 19:45      |
| Real Salt Lake         | 3 – 2      | Houston Dynamo         | America First Field        | 3 de julio | 20:30      |
| F. C. Dallas           | 3 – 2      | Portland Timbers       | Toyota Stadium             | 4 de julio | 19:30      |
| Colorado Rapids        | 2 – 1      | Sporting Kansas City   | Dick's Sporting Goods Park | 4 de julio | 20:30      |
| Los Angeles Galaxy     | 1 – 2      | Los Angeles F. C.      | Rose Bowl                  | 4 de julio | 21:40      |
| F. C. Cincinnati       | 6 – 1      | Inter Miami            | TQL Stadium                | 6 de julio | 18:30      |
| Columbus Crew          | 4 – 0      | Toronto F. C.          | Lower.com Field            | 6 de julio | 18:30      |
| C. F. Montréal         | 1 – 1      | Vancouver Whitecaps    | Saputo                     | 6 de julio | 18:30      |
| Orlando City S. C.     | 5 – 0      | D. C. United           | Inter&Co Stadium           | 6 de julio | 18:30      |
| Philadelphia Union     | 0 – 0      | New York Red Bulls     | Subaru Park                | 6 de julio | 18:30      |
| Real Salt Lake         | 5 – 2      | Atlanta United         | America First Field        | 6 de julio | 20:30      |
| Austin F. C.           | 2 – 1      | New York City F. C.    | Q2 Stadium                 | 6 de julio | 20:55      |
| Seattle Sounders       | 2 – 0      | New England Revolution | Lumen Field                | 6 de julio | 21:30      |
| Sporting Kansas City   | 3 – 2      | F. C. Dallas           | Children's Mercy Park      | 7 de julio | 19:30      |
| San Jose Earthquakes   | 1 – 0      | Chicago Fire           | PayPal Park                | 7 de julio | 19:30      |
| Colorado Rapids        | 4 – 1      | St. Louis City         | Dick's Sporting Goods Park | 7 de julio | 20:30      |
| Los Angeles Galaxy     | 2 – 1      | Minnesota United       | Dignity Health Sports Park | 7 de julio | 21:30      |
| Portland Timbers       | 4 – 1      | Nashville S. C.        | Providence Park            | 7 de julio | 21:30      |

| Jornada 23             | Jornada 23 | Jornada 23           | Jornada 23                 | Jornada 23  | Jornada 23 |
| Local                  | Resultado  | Visitante            | Estadio                    | Fecha       | Hora       |
| ---------------------- | ---------- | -------------------- | -------------------------- | ----------- | ---------- |
| F. C. Cincinnati       | 1 – 3      | Charlotte F. C.      | TQL Stadium                | 13 de julio | 18:30      |
| D. C. United           | 2 – 1      | Nashville S. C.      | Audi Field                 | 13 de julio | 18:30      |
| C. F. Montréal         | 1 – 0      | Atlanta United       | Saputo                     | 13 de julio | 18:30      |
| New England Revolution | 1 – 3      | Orlando City S. C.   | Gillette Stadium           | 13 de julio | 18:30      |
| Toronto F. C.          | 2 – 1      | Philadelphia Union   | BMO Field                  | 13 de julio | 18:30      |
| Austin F. C.           | 0 – 1      | Seattle Sounders     | Q2 Stadium                 | 13 de julio | 19:30      |
| Chicago Fire           | 0 – 0      | New York City F. C.  | Soldier Field              | 13 de julio | 19:30      |
| F. C. Dallas           | 2 – 0      | Los Angeles Galaxy   | Toyota Stadium             | 13 de julio | 19:30      |
| Houston Dynamo         | 1 – 1      | Minnesota United     | Shell Energy Stadium       | 13 de julio | 19:30      |
| St. Louis City         | 1 – 4      | Vancouver Whitecaps  | Citypark                   | 13 de julio | 19:30      |
| Colorado Rapids        | 1 – 1      | New York Red Bulls   | Dick's Sporting Goods Park | 13 de julio | 20:30      |
| Portland Timbers       | 3 – 0      | Real Salt Lake       | Providence Park            | 13 de julio | 21:25      |
| Los Angeles F. C.      | 1 – 5      | Columbus Crew        | BMO Stadium                | 13 de julio | 21:30      |
| San Jose Earthquakes   | 1 – 2      | Sporting Kansas City | PayPal Park                | 13 de julio | 21:30      |

| Jornada 24           | Jornada 24 | Jornada 24             | Jornada 24                 | Jornada 24  | Jornada 24 |
| Local                | Resultado  | Visitante              | Estadio                    | Fecha       | Hora       |
| -------------------- | ---------- | ---------------------- | -------------------------- | ----------- | ---------- |
| Atlanta United       | 2 – 2      | New York City F. C.    | Mercedes-Benz Stadium      | 17 de julio | 18:30      |
| F. C. Cincinnati     | 0 – 1      | Chicago Fire           | TQL Stadium                | 17 de julio | 18:30      |
| Columbus Crew        | 1 – 1      | Charlotte F. C.        | Lower.com Field            | 17 de julio | 18:30      |
| Inter Miami          | 3 – 1      | Toronto F. C.          | Chase Stadium              | 17 de julio | 18:30      |
| New York Red Bulls   | 2 – 2      | C. F. Montréal         | Red Bull Arena             | 17 de julio | 18:30      |
| Philadelphia Union   | 5 – 1      | New England Revolution | Subaru Park                | 17 de julio | 18:30      |
| F. C. Dallas         | 3 – 1      | Austin F. C.           | Toyota Stadium             | 17 de julio | 19:30      |
| Minnesota United     | 2 – 3      | D. C. United           | Allianz Field              | 17 de julio | 19:30      |
| Nashville S. C.      | 0 – 3      | Orlando City S. C.     | Geodis Park                | 17 de julio | 19:30      |
| Los Angeles Galaxy   | 3 – 2      | Colorado Rapids        | Dignity Health Sports Park | 17 de julio | 21:30      |
| San Jose Earthquakes | 0 – 1      | Houston Dynamo         | PayPal Park                | 17 de julio | 21:30      |
| Seattle Sounders     | 2 – 0      | St. Louis City         | Lumen Field                | 17 de julio | 21:30      |
| Vancouver Whitecaps  | 2 – 1      | Sporting Kansas City   | BC Place                   | 17 de julio | 21:30      |
| Los Angeles F. C.    | 1 – 1      | Real Salt Lake         | BMO Stadium                | 17 de julio | 21:45      |

| Jornada 25             | Jornada 25 | Jornada 25           | Jornada 25                 | Jornada 25  | Jornada 25 |
| Local                  | Resultado  | Visitante            | Estadio                    | Fecha       | Hora       |
| ---------------------- | ---------- | -------------------- | -------------------------- | ----------- | ---------- |
| Atlanta United         | 2 – 1      | Columbus Crew        | Mercedes-Benz Stadium      | 20 de julio | 18:30      |
| Inter Miami            | 2 – 1      | Chicago Fire         | Chase Stadium              | 20 de julio | 18:30      |
| C. F. Montréal         | 0 – 1      | Toronto F. C.        | Saputo                     | 20 de julio | 18:30      |
| New England Revolution | 1 – 1      | F. C. Dallas         | Gillette Stadium           | 20 de julio | 18:30      |
| New York Red Bulls     | 3 – 1      | F. C. Cincinnati     | Red Bull Arena             | 20 de julio | 18:30      |
| Orlando City S. C.     | 1 – 1      | New York City F. C.  | Inter&Co Stadium           | 20 de julio | 18:30      |
| Philadelphia Union     | 3 – 0      | Nashville S. C.      | Subaru Park                | 20 de julio | 18:30      |
| Austin F. C.           | 2 – 2      | Charlotte F. C.      | Q2 Stadium                 | 20 de julio | 19:30      |
| Sporting Kansas City   | 1 – 1      | St. Louis City       | Children's Mercy Park      | 20 de julio | 19:30      |
| Minnesota United       | 2 – 0      | San Jose Earthquakes | Allianz Field              | 20 de julio | 19:30      |
| Colorado Rapids        | 3 – 2      | Real Salt Lake       | Dick's Sporting Goods Park | 20 de julio | 20:30      |
| Seattle Sounders       | 0 – 3      | Los Angeles F. C.    | Lumen Field                | 20 de julio | 21:30      |
| Vancouver Whitecaps    | 3 – 4      | Houston Dynamo       | BC Place                   | 20 de julio | 21:30      |
| Los Angeles Galaxy     | 3 – 2      | Portland Timbers     | Dignity Health Sports Park | 20 de julio | 21:45      |

| Jornada 26           | Jornada 26 | Jornada 26             | Jornada 26                 | Jornada 26   | Jornada 26 |
| Local                | Resultado  | Visitante              | Estadio                    | Fecha        | Hora       |
| -------------------- | ---------- | ---------------------- | -------------------------- | ------------ | ---------- |
| Minnesota United     | 2 – 3      | Seattle Sounders       | Allianz Field              | 24 de agosto | 17:45      |
| Charlotte F. C.      | 1 – 1      | New York Red Bulls     | Bank of America Stadium    | 24 de agosto | 18:30      |
| D. C. United         | 3 – 4      | F. C. Dallas           | Audi Field                 | 24 de agosto | 18:30      |
| Inter Miami          | 2 – 0      | F. C. Cincinnati       | Chase Stadium              | 24 de agosto | 18:30      |
| C. F. Montréal       | 0 – 5      | New England Revolution | Saputo                     | 24 de agosto | 18:30      |
| New York City F. C.  | 2 – 2      | Chicago Fire           | Citi Field                 | 24 de agosto | 18:30      |
| Houston Dynamo       | 0 – 1      | Toronto F. C.          | Shell Energy Stadium       | 24 de agosto | 19:30      |
| Sporting Kansas City | 3 – 0      | Orlando City S. C.     | Children's Mercy Park      | 24 de agosto | 19:30      |
| Nashville S. C.      | 0 – 2      | Austin F. C.           | Geodis Park                | 24 de agosto | 19:30      |
| Real Salt Lake       | 0 – 2      | San Jose Earthquakes   | America First Field        | 24 de agosto | 20:30      |
| Los Angeles Galaxy   | 2 – 0      | Atlanta United         | Dignity Health Sports Park | 24 de agosto | 21:30      |
| Portland Timbers     | 4 – 4      | St. Louis City         | Providence Park            | 24 de agosto | 21:30      |
| Philadelphia Union   | 0 – 1      | Columbus Crew          | Subaru Park                | 28 de agosto | 18:30      |

| Jornada 27           | Jornada 27 | Jornada 27             | Jornada 27              | Jornada 27      | Jornada 27 |
| Local                | Resultado  | Visitante              | Estadio                 | Fecha           | Hora       |
| -------------------- | ---------- | ---------------------- | ----------------------- | --------------- | ---------- |
| Charlotte F. C.      | 0 – 1      | Atlanta United         | Bank of America Stadium | 31 de agosto    | 18:30      |
| F. C. Cincinnati     | 4 – 1      | C. F. Montréal         | TQL Stadium             | 31 de agosto    | 18:30      |
| Columbus Crew        | 4 – 2      | New York City F. C.    | Lower.com Field         | 31 de agosto    | 18:30      |
| New York Red Bulls   | 0 – 2      | Philadelphia Union     | Red Bull Arena          | 31 de agosto    | 18:30      |
| Orlando City S. C.   | 3 – 0      | Nashville S. C.        | Inter&Co Stadium        | 31 de agosto    | 18:30      |
| Toronto F. C.        | 1 – 3      | D. C. United           | BMO Field               | 31 de agosto    | 18:30      |
| Austin F. C.         | 0 – 1      | Vancouver Whitecaps    | Q2 Stadium              | 31 de agosto    | 19:30      |
| Chicago Fire         | 1 – 4      | Inter Miami            | Soldier Field           | 31 de agosto    | 19:30      |
| F. C. Dallas         | 2 – 3      | Colorado Rapids        | Toyota Stadium          | 31 de agosto    | 19:30      |
| Real Salt Lake       | 2 – 0      | New England Revolution | America First Field     | 31 de agosto    | 20:30      |
| Los Angeles F. C.    | 0 – 2      | Houston Dynamo         | BMO Stadium             | 31 de agosto    | 21:30      |
| Portland Timbers     | 1 – 0      | Seattle Sounders       | Providence Park         | 31 de agosto    | 21:30      |
| San Jose Earthquakes | 1 – 2      | Minnesota United       | PayPal Park             | 31 de agosto    | 21:30      |
| St. Louis City       | 2 – 1      | Los Angeles Galaxy     | Citypark                | 1 de septiembre | 13:45      |

| Jornada 28             | Jornada 28 | Jornada 28             | Jornada 28                 | Jornada 28       | Jornada 28 |
| Local                  | Resultado  | Visitante              | Estadio                    | Fecha            | Hora       |
| ---------------------- | ---------- | ---------------------- | -------------------------- | ---------------- | ---------- |
| Columbus Crew          | 0 – 4      | Seattle Sounders       | Lower.com Field            | 7 de septiembre  | 18:30      |
| New England Revolution | 2 – 2      | St. Louis City         | Gillette Stadium           | 7 de septiembre  | 18:30      |
| New York Red Bulls     | 1 – 1      | Sporting Kansas City   | Red Bull Arena             | 7 de septiembre  | 18:30      |
| Chicago Fire           | 1 – 2      | D. C. United           | SeatGeek Stadium           | 7 de septiembre  | 19:30      |
| Houston Dynamo         | 0 – 0      | Los Angeles F. C.      | Shell Energy Stadium       | 7 de septiembre  | 19:30      |
| Vancouver Whitecaps    | 0 – 0      | F. C. Dallas           | BC Place                   | 7 de septiembre  | 21:30      |
| Atlanta United         | 0 – 2      | Nashville S. C.        | Mercedes-Benz Stadium      | 14 de septiembre | 18:30      |
| F. C. Cincinnati       | 0 – 0      | Columbus Crew          | TQL Stadium                | 14 de septiembre | 18:30      |
| D. C. United           | 1 – 1      | New York City F. C.    | Audi Field                 | 14 de septiembre | 18:30      |
| Inter Miami            | 3 – 1      | Philadelphia Union     | Chase Stadium              | 14 de septiembre | 18:30      |
| C. F. Montréal         | 2 – 1      | Charlotte F. C.        | Saputo                     | 14 de septiembre | 18:30      |
| Orlando City S. C.     | 3 – 0      | New England Revolution | Inter&Co Stadium           | 14 de septiembre | 18:30      |
| Toronto F. C.          | 2 – 1      | Austin F. C.           | BMO Field                  | 14 de septiembre | 18:30      |
| Chicago Fire           | 2 – 1      | New York Red Bulls     | Soldier Field              | 14 de septiembre | 19:30      |
| Houston Dynamo         | 4 – 1      | Real Salt Lake         | Shell Energy Stadium       | 14 de septiembre | 19:30      |
| St. Louis City         | 1 – 3      | Minnesota United       | Citypark                   | 14 de septiembre | 19:30      |
| Colorado Rapids        | 2 – 1      | Portland Timbers       | Dick's Sporting Goods Park | 14 de septiembre | 20:30      |
| Los Angeles Galaxy     | 4 – 2      | Los Angeles F. C.      | Dignity Health Sports Park | 14 de septiembre | 21:30      |
| Vancouver Whitecaps    | 2 – 0      | San Jose Earthquakes   | BC Place                   | 14 de septiembre | 22:30      |
| Seattle Sounders       | 2 – 0      | Sporting Kansas City   | Lumen Field                | 15 de septiembre | 18:00      |

| Jornada 29             | Jornada 29 | Jornada 29           | Jornada 29            | Jornada 29       | Jornada 29 |
| Local                  | Resultado  | Visitante            | Estadio               | Fecha            | Hora       |
| ---------------------- | ---------- | -------------------- | --------------------- | ---------------- | ---------- |
| Atlanta United         | 2 – 2      | Inter Miami          | Mercedes-Benz Stadium | 18 de septiembre | 18:30      |
| New England Revolution | 2 – 2      | C. F. Montréal       | Gillette Stadium      | 18 de septiembre | 18:30      |
| New York City F. C.    | 1 – 5      | Philadelphia Union   | Yankee Stadium        | 18 de septiembre | 18:30      |
| Toronto F. C.          | 0 – 2      | Columbus Crew        | BMO Field             | 18 de septiembre | 18:30      |
| Orlando City S. C.     | 2 – 0      | Charlotte F. C.      | Inter&Co Stadium      | 18 de septiembre | 19:00      |
| Houston Dynamo         | 1 – 1      | Vancouver Whitecaps  | Shell Energy Stadium  | 18 de septiembre | 19:30      |
| Sporting Kansas City   | 4 – 1      | Colorado Rapids      | Children's Mercy Park | 18 de septiembre | 19:30      |
| Minnesota United       | 1 – 2      | F. C. Cincinnati     | Allianz Field         | 18 de septiembre | 19:30      |
| Nashville S. C.        | 1 – 0      | Chicago Fire         | Geodis Park           | 18 de septiembre | 19:30      |
| Real Salt Lake         | 3 – 2      | F. C. Dallas         | America First Field   | 18 de septiembre | 20:30      |
| Los Angeles F. C.      | 1 – 1      | Austin F. C.         | BMO Stadium           | 18 de septiembre | 21:30      |
| Portland Timbers       | 4 – 2      | Los Angeles Galaxy   | Providence Park       | 18 de septiembre | 21:30      |
| Seattle Sounders       | 2 – 2      | San Jose Earthquakes | Lumen Field           | 18 de septiembre | 21:30      |

| Jornada 30           | Jornada 30 | Jornada 30             | Jornada 30                 | Jornada 30       | Jornada 30 |
| Local                | Resultado  | Visitante              | Estadio                    | Fecha            | Hora       |
| -------------------- | ---------- | ---------------------- | -------------------------- | ---------------- | ---------- |
| New York City F. C.  | 1 – 1      | Inter Miami            | Yankee Stadium             | 21 de septiembre | 13:00      |
| Charlotte F. C.      | 4 – 0      | New England Revolution | Bank of America Stadium    | 21 de septiembre | 18:30      |
| Columbus Crew        | 4 – 3      | Orlando City S. C.     | Lower.com Field            | 21 de septiembre | 18:30      |
| C. F. Montréal       | 2 – 0      | Chicago Fire           | Saputo                     | 21 de septiembre | 18:30      |
| New York Red Bulls   | 2 – 2      | Atlanta United         | Red Bull Arena             | 21 de septiembre | 18:30      |
| Austin F. C.         | 0 – 1      | Houston Dynamo         | Q2 Stadium                 | 21 de septiembre | 19:30      |
| F. C. Dallas         | 3 – 1      | Los Angeles F. C.      | Toyota Stadium             | 21 de septiembre | 19:30      |
| Sporting Kansas City | 0 – 2      | Minnesota United       | Children's Mercy Park      | 21 de septiembre | 19:30      |
| Nashville S. C.      | 2 – 2      | F. C. Cincinnati       | Geodis Park                | 21 de septiembre | 19:30      |
| Colorado Rapids      | 2 – 0      | Toronto F. C.          | Dick's Sporting Goods Park | 21 de septiembre | 20:30      |
| Real Salt Lake       | 3 – 3      | Portland Timbers       | America First Field        | 21 de septiembre | 20:30      |
| Los Angeles Galaxy   | 4 – 2      | Vancouver Whitecaps    | Dignity Health Sports Park | 21 de septiembre | 21:30      |
| San Jose Earthquakes | 1 – 2      | St. Louis City         | PayPal Park                | 21 de septiembre | 21:30      |
| Philadelphia Union   | 4 – 0      | D. C. United           | Subaru Park                | 22 de septiembre | 17:00      |

| Jornada 31             | Jornada 31 | Jornada 31           | Jornada 31       | Jornada 31       | Jornada 31 |
| Local                  | Resultado  | Visitante            | Estadio          | Fecha            | Hora       |
| ---------------------- | ---------- | -------------------- | ---------------- | ---------------- | ---------- |
| F. C. Cincinnati       | 1 – 2      | Los Angeles F. C.    | TQL Stadium      | 28 de septiembre | 18:30      |
| D. C. United           | 2 – 2      | Columbus Crew        | Audi Field       | 28 de septiembre | 18:30      |
| Inter Miami            | 1 – 1      | Charlotte F. C.      | Chase Stadium    | 28 de septiembre | 18:30      |
| C. F. Montréal         | 3 – 0      | San Jose Earthquakes | Saputo           | 28 de septiembre | 18:30      |
| New England Revolution | 1 – 0      | Nashville S. C.      | Gillette Stadium | 28 de septiembre | 18:30      |
| New York Red Bulls     | 1 – 5      | New York City F. C.  | Red Bull Arena   | 28 de septiembre | 18:30      |
| Philadelphia Union     | 1 – 1      | Atlanta United       | Subaru Park      | 28 de septiembre | 18:30      |
| Austin F. C.           | 2 – 2      | Real Salt Lake       | Q2 Stadium       | 28 de septiembre | 19:30      |
| Chicago Fire           | 1 – 1      | Toronto F. C.        | Soldier Field    | 28 de septiembre | 19:30      |
| F. C. Dallas           | 0 – 3      | Orlando City S. C.   | Toyota Stadium   | 28 de septiembre | 19:30      |
| Minnesota United       | 3 – 0      | Colorado Rapids      | Allianz Field    | 28 de septiembre | 19:30      |
| St. Louis City         | 3 – 1      | Sporting Kansas City | Citypark         | 28 de septiembre | 19:30      |
| Vancouver Whitecaps    | 1 – 1      | Portland Timbers     | BC Place         | 28 de septiembre | 21:30      |
| Seattle Sounders       | 1 – 0      | Houston Dynamo       | Lumen Field      | 28 de septiembre | 21:30      |

| Jornada 32           | Jornada 32 | Jornada 32             | Jornada 32                 | Jornada 32   | Jornada 32 |
| Local                | Resultado  | Visitante              | Estadio                    | Fecha        | Hora       |
| -------------------- | ---------- | ---------------------- | -------------------------- | ------------ | ---------- |
| Atlanta United       | 1 – 2      | C. F. Montréal         | Mercedes-Benz Stadium      | 2 de octubre | 18:30      |
| Charlotte F. C.      | 4 – 3      | Chicago Fire           | Bank of America Stadium    | 2 de octubre | 18:30      |
| New York City F. C.  | 3 – 2      | F. C. Cincinnati       | Red Bull Arena             | 2 de octubre | 18:30      |
| Orlando City S. C.   | 2 – 1      | Philadelphia Union     | Inter&Co Stadium           | 2 de octubre | 18:30      |
| Toronto F. C.        | 1 – 4      | New York Red Bulls     | BMO Field                  | 2 de octubre | 18:30      |
| Columbus Crew        | 2 – 3      | Inter Miami            | Lower.com Field            | 2 de octubre | 18:45      |
| Houston Dynamo       | 2 – 1      | New England Revolution | Shell Energy Stadium       | 2 de octubre | 19:30      |
| Nashville S. C.      | 3 – 4      | D. C. United           | Geodis Park                | 2 de octubre | 19:30      |
| Colorado Rapids      | 1 – 3      | Los Angeles Galaxy     | Dick's Sporting Goods Park | 2 de octubre | 20:30      |
| Real Salt Lake       | 0 – 0      | Minnesota United       | America First Field        | 2 de octubre | 20:30      |
| Los Angeles F. C.    | 1 – 0      | St. Louis City         | BMO Stadium                | 2 de octubre | 21:30      |
| Portland Timbers     | 0 – 1      | Austin F. C.           | Providence Park            | 2 de octubre | 21:30      |
| San Jose Earthquakes | 3 – 2      | F. C. Dallas           | PayPal Park                | 2 de octubre | 21:30      |
| Vancouver Whitecaps  | 0 – 3      | Seattle Sounders       | BC Place                   | 2 de octubre | 21:30      |

| Jornada 33             | Jornada 33 | Jornada 33             | Jornada 33                 | Jornada 33    | Jornada 33 |
| Local                  | Resultado  | Visitante              | Estadio                    | Fecha         | Hora       |
| ---------------------- | ---------- | ---------------------- | -------------------------- | ------------- | ---------- |
| Toronto F. C.          | 0 – 1      | Inter Miami            | BMO Field                  | 5 de octubre  | 15:00      |
| Vancouver Whitecaps    | 0 – 1      | Minnesota United       | BC Place                   | 5 de octubre  | 18:30      |
| Atlanta United         | 2 – 1      | New York Red Bulls     | Mercedes-Benz Stadium      | 5 de octubre  | 18:30      |
| Charlotte F. C.        | 2 – 0      | C. F. Montréal         | Bank of America Stadium    | 5 de octubre  | 18:30      |
| Columbus Crew          | 3 – 2      | Philadelphia Union     | Lower.com Field            | 5 de octubre  | 18:30      |
| F. C. Cincinnati       | 1 – 3      | Orlando City S. C.     | TQL Stadium                | 5 de octubre  | 18:30      |
| New England Revolution | 1 – 2      | D. C. United           | Gillette Stadium           | 5 de octubre  | 18:30      |
| Sporting Kansas City   | 0 – 3      | Los Angeles F. C.      | Children's Mercy Park      | 5 de octubre  | 19:30      |
| St. Louis City         | 3 – 0      | Houston Dynamo         | Citypark                   | 5 de octubre  | 19:30      |
| Colorado Rapids        | 0 – 1      | Seattle Sounders       | Dick's Sporting Goods Park | 5 de octubre  | 20:30      |
| San Jose Earthquakes   | 0 – 1      | Real Salt Lake         | PayPal Park                | 5 de octubre  | 21:30      |
| Los Angeles Galaxy     | 2 – 1      | Austin F. C.           | Dignity Health Sports Park | 5 de octubre  | 21:30      |
| New York City F. C.    | 3 – 1      | Nashville S. C.        | Red Bull Arena             | 6 de octubre  | 15:00      |
| Portland Timbers       | 0 – 0      | F. C. Dallas           | Providence Park            | 6 de octubre  | 18:00      |
| Columbus Crew          | 4 – 0      | New England Revolution | Lower.com Field            | 12 de octubre | 18:30      |
| Vancouver Whitecaps    | 1 – 2      | Los Angeles F. C.      | BC Place                   | 13 de octubre | 18:30      |

| Jornada 34         | Jornada 34 | Jornada 34             | Jornada 34           | Jornada 34    | Jornada 34 |
| Local              | Resultado  | Visitante              | Estadio              | Fecha         | Hora       |
| ------------------ | ---------- | ---------------------- | -------------------- | ------------- | ---------- |
| Chicago Fire       | 0 – 3      | Nashville S. C.        | Soldier Field        | 19 de octubre | 17:00      |
| D. C. United       | 0 – 3      | Charlotte F. C.        | Audi Field           | 19 de octubre | 17:00      |
| Inter Miami        | 6 – 2      | New England Revolution | Chase Stadium        | 19 de octubre | 17:00      |
| C. F. Montréal     | 2 – 0      | New York City F. C.    | Saputo               | 19 de octubre | 17:00      |
| New York Red Bulls | 2 – 3      | Columbus Crew          | Red Bull Arena       | 19 de octubre | 17:00      |
| Orlando City S. C. | 1 – 2      | Atlanta United         | Inter&Co Stadium     | 19 de octubre | 17:00      |
| Philadelphia Union | 1 – 2      | F. C. Cincinnati       | Subaru Park          | 19 de octubre | 17:00      |
| Austin F. C.       | 3 – 2      | Colorado Rapids        | Q2 Stadium           | 19 de octubre | 20:00      |
| F. C. Dallas       | 2 – 1      | Sporting Kansas City   | Toyota Stadium       | 19 de octubre | 20:00      |
| Houston Dynamo     | 2 – 1      | Los Angeles Galaxy     | Shell Energy Stadium | 19 de octubre | 20:00      |
| Los Angeles F. C.  | 3 – 1      | San Jose Earthquakes   | BMO Stadium          | 19 de octubre | 20:00      |
| Minnesota United   | 4 – 1      | St. Louis City         | Allianz Field        | 19 de octubre | 20:00      |
| Real Salt Lake     | 2 – 1      | Vancouver Whitecaps    | America First Field  | 19 de octubre | 20:00      |
| Seattle Sounders   | 1 – 1      | Portland Timbers       | Lumen Field          | 19 de octubre | 20:00      |

## Play-offs
Los play-offs de la MLS lo disputarán 18 equipos para la temporada 2024. La primera ronda consiste en una serie al mejor de tres entre los siete mejores equipos por conferencia, así como el ganador de la ronda wild card a jugarse por los equipos en el octavo y noveno lugar de cada conferencia. Las semifinales de conferencia, la final de conferencia y la final de la MLS Cup siguen siendo a partido único con sede otorgada al equipo mejor clasificado. Los play-offs comenzarán en octubre y concluirán con la final de la MLS Cup, que está programada para diciembre.
- En la ronda wild card, si el partido termina empatado se ejecutará directamente una tanda de penales, sin prórroga previa.
- En la primera ronda, todos los encuentros tendrán un ganador, si el partido termina empatado se ejecutará directamente una tanda de penales, sin prórroga previa. El primer equipo en conseguir dos victorias avanza de fase, en caso de necesitar un tercer partido se jugará en el estadio del equipo mejor ubicado. No se tomarán en consideración goles de visitante ni marcador global.
- Para las siguientes rondas de partido único, el equipo mejor ubicado tendrá la sede del encuentro. En caso de empate se jugarán dos tiempos de 15 minutos y una tanda de penales de ser necesario.

### Cuadro de desarrollo
|  | Wild Card          | Wild Card           | Wild Card          |                          |       | Primera ronda                   | Primera ronda                   | Primera ronda                   | Primera ronda                   | Primera ronda                   |   |    | Semifinales de conferencia | Semifinales de conferencia | Semifinales de conferencia |   |    | Finales de conferencia | Finales de conferencia | Finales de conferencia |   |  | MLS Cup        | MLS Cup        | MLS Cup        |  |
|  | 22 y 23 de octubre | 22 y 23 de octubre  | 22 y 23 de octubre |                          |       | 25 de octubre al 9 de noviembre | 25 de octubre al 9 de noviembre | 25 de octubre al 9 de noviembre | 25 de octubre al 9 de noviembre | 25 de octubre al 9 de noviembre |   |    | 23 y 24 de noviembre       | 23 y 24 de noviembre       | 23 y 24 de noviembre       |   |    | 30 de noviembre        | 30 de noviembre        | 30 de noviembre        |   |  | 7 de diciembre | 7 de diciembre | 7 de diciembre |  |
|  |                    |                     |                    |                          |       |                                 |                                 |                                 |                                 |                                 |   |    |                            |                            |                            |   |    |                        |                        |                        |   |  |                |                |                |  |
|  |                    |                     |                    |                          |       |                                 |                                 |                                 |                                 |                                 |   |    |                            |                            |                            |   |    |                        |                        |                        |   |  |                |                |                |  |
|  |                    |                     |                    |                          |       |                                 |                                 |                                 |                                 |                                 |   |    |                            |                            |                            |   |    |                        |                        |                        |   |  |                |                |                |  |
|  |                    |                     |                    |                          |       |                                 |                                 |                                 |                                 |                                 |   |    |                            |                            |                            |   |    |                        |                        |                        |   |  |                |                |                |  |
|  |                    |                     |                    |                          |       |                                 |                                 |                                 |                                 |                                 |   |    |                            |                            |                            |   |    |                        |                        |                        |   |  |                |                |                |  |
|  |                    | E4                  | Orlando City       | 2                        | 0 (1) | 1 (4)                           |                                 |                                 |                                 |                                 |   |    |                            |                            |                            |   |    |                        |                        |                        |   |  |                |                |                |  |
|  |                    |                     |                    | 2                        | 0 (1) | 1 (4)                           |                                 |                                 |                                 |                                 |   |    |                            |                            |                            |   |    |                        |                        |                        |   |  |                |                |                |  |
|  |                    |                     | E5                 | Charlotte F. C.          | 0     | 0 (3)                           | 1 (1)                           |                                 |                                 |                                 |   |    |                            |                            |                            |   |    |                        |                        |                        |   |  |                |                |                |  |
|  |                    |                     | E5                 | Charlotte F. C.          | 0     | 0 (3)                           | 1 (1)                           |                                 |                                 |                                 |   |    |                            |                            |                            |   |    |                        |                        |                        |   |  |                |                |                |  |
|  |                    |                     |                    |                          |       |                                 |                                 |                                 |                                 |                                 |   |    |                            |                            |                            |   |    |                        |                        |                        |   |  |                |                |                |  |
|  |                    |                     |                    |                          |       |                                 |                                 |                                 |                                 |                                 |   |    |                            |                            |                            |   |    |                        |                        |                        |   |  |                |                |                |  |
|  |                    |                     |                    |                          |       |                                 |                                 |                                 | E4                              | Orlando City                    | 1 |    |                            |                            |                            |   |    |                        |                        |                        |   |  |                |                |                |  |
|  |                    |                     |                    |                          |       |                                 |                                 |                                 |                                 |                                 | 1 |    |                            |                            |                            |   |    |                        |                        |                        |   |  |                |                |                |  |
|  |                    |                     | E9                 | Atlanta United           | 0     |                                 |                                 |                                 |                                 |                                 |   |    |                            |                            |                            |   |    |                        |                        |                        |   |  |                |                |                |  |
|  |                    |                     | E9                 | Atlanta United           | 0     |                                 |                                 |                                 |                                 |                                 |   |    |                            |                            |                            |   |    |                        |                        |                        |   |  |                |                |                |  |
|  |                    |                     |                    |                          |       |                                 |                                 |                                 |                                 |                                 |   |    |                            |                            |                            |   |    |                        |                        |                        |   |  |                |                |                |  |
|  |                    |                     |                    |                          |       |                                 |                                 |                                 |                                 |                                 |   |    |                            |                            |                            |   |    |                        |                        |                        |   |  |                |                |                |  |
|  |                    | E1                  | Inter Miami        | 2                        | 1     | 2                               |                                 |                                 |                                 |                                 |   |    |                            |                            |                            |   |    |                        |                        |                        |   |  |                |                |                |  |
|  |                    |                     |                    | 2                        | 1     | 2                               |                                 |                                 |                                 |                                 |   |    |                            |                            |                            |   |    |                        |                        |                        |   |  |                |                |                |  |
|  |                    |                     | E9                 | Atlanta United           | 1     | 2                               | 3                               |                                 |                                 |                                 |   |    |                            |                            |                            |   |    |                        |                        |                        |   |  |                |                |                |  |
|  | E8                 | C. F. Montréal      | E9                 | Atlanta United           | 1     | 2                               | 3                               | 2 (4)                           |                                 |                                 |   |    |                            |                            |                            |   |    |                        |                        |                        |   |  |                |                |                |  |
|  | E8                 | C. F. Montréal      |                    |                          |       |                                 |                                 |                                 |                                 |                                 |   |    |                            |                            |                            |   |    |                        |                        |                        |   |  |                |                |                |  |
|  | E9                 | Atlanta United      | 2 (5)              |                          |       |                                 |                                 |                                 |                                 |                                 |   |    |                            |                            |                            |   |    |                        |                        |                        |   |  |                |                |                |  |
|  | E9                 | Atlanta United      | 2 (5)              |                          |       |                                 |                                 |                                 |                                 |                                 |   |    |                            |                            |                            |   | E4 | Orlando City           | 0                      |                        |   |  |                |                |                |  |
|  | Conferencia Este   |                     |                    |                          |       |                                 |                                 |                                 |                                 |                                 |   |    |                            |                            |                            |   | E4 | Orlando City           | 0                      |                        |   |  |                |                |                |  |
|  |                    |                     | E7                 | New York Red Bulls       | 1     |                                 |                                 |                                 |                                 |                                 |   |    |                            |                            |                            |   |    |                        |                        |                        |   |  |                |                |                |  |
|  |                    |                     | E7                 | New York Red Bulls       | 1     |                                 |                                 |                                 |                                 |                                 |   |    |                            |                            |                            |   |    |                        |                        |                        |   |  |                |                |                |  |
|  |                    |                     |                    |                          |       |                                 |                                 |                                 |                                 |                                 |   |    |                            |                            |                            |   |    |                        |                        |                        |   |  |                |                |                |  |
|  |                    |                     |                    |                          |       |                                 |                                 |                                 |                                 |                                 |   |    |                            |                            |                            |   |    |                        |                        |                        |   |  |                |                |                |  |
|  |                    | E3                  | F. C. Cincinnati   | 1                        | 1     | 0 (5)                           |                                 |                                 |                                 |                                 |   |    |                            |                            |                            |   |    |                        |                        |                        |   |  |                |                |                |  |
|  |                    |                     |                    | 1                        | 1     | 0 (5)                           |                                 |                                 |                                 |                                 |   |    |                            |                            |                            |   |    |                        |                        |                        |   |  |                |                |                |  |
|  |                    |                     | E6                 | New York City F. C.      | 0     | 3                               | 0 (6)                           |                                 |                                 |                                 |   |    |                            |                            |                            |   |    |                        |                        |                        |   |  |                |                |                |  |
|  |                    |                     | E6                 | New York City F. C.      | 0     | 3                               | 0 (6)                           |                                 |                                 |                                 |   |    |                            |                            |                            |   |    |                        |                        |                        |   |  |                |                |                |  |
|  |                    |                     |                    |                          |       |                                 |                                 |                                 |                                 |                                 |   |    |                            |                            |                            |   |    |                        |                        |                        |   |  |                |                |                |  |
|  |                    |                     |                    |                          |       |                                 |                                 |                                 |                                 |                                 |   |    |                            |                            |                            |   |    |                        |                        |                        |   |  |                |                |                |  |
|  |                    |                     |                    |                          |       |                                 |                                 |                                 | E6                              | New York City F. C.             | 0 |    |                            |                            |                            |   |    |                        |                        |                        |   |  |                |                |                |  |
|  |                    |                     |                    |                          |       |                                 |                                 |                                 |                                 |                                 | 0 |    |                            |                            |                            |   |    |                        |                        |                        |   |  |                |                |                |  |
|  |                    |                     | E7                 | New York Red Bulls       | 2     |                                 |                                 |                                 |                                 |                                 |   |    |                            |                            |                            |   |    |                        |                        |                        |   |  |                |                |                |  |
|  |                    |                     | E7                 | New York Red Bulls       | 2     |                                 |                                 |                                 |                                 |                                 |   |    |                            |                            |                            |   |    |                        |                        |                        |   |  |                |                |                |  |
|  |                    |                     |                    |                          |       |                                 |                                 |                                 |                                 |                                 |   |    |                            |                            |                            |   |    |                        |                        |                        |   |  |                |                |                |  |
|  |                    |                     |                    |                          |       |                                 |                                 |                                 |                                 |                                 |   |    |                            |                            |                            |   |    |                        |                        |                        |   |  |                |                |                |  |
|  |                    | E2                  | Columbus Crew      | 0                        | 2 (4) | –                               |                                 |                                 |                                 |                                 |   |    |                            |                            |                            |   |    |                        |                        |                        |   |  |                |                |                |  |
|  |                    |                     |                    | 0                        | 2 (4) | –                               |                                 |                                 |                                 |                                 |   |    |                            |                            |                            |   |    |                        |                        |                        |   |  |                |                |                |  |
|  |                    |                     | E7                 | New York Red Bulls       | 1     | 2 (5)                           | –                               |                                 |                                 |                                 |   |    |                            |                            |                            |   |    |                        |                        |                        |   |  |                |                |                |  |
|  |                    |                     | E7                 | New York Red Bulls       | 1     | 2 (5)                           | –                               |                                 |                                 |                                 |   |    |                            |                            |                            |   |    |                        |                        |                        |   |  |                |                |                |  |
|  |                    |                     |                    |                          |       |                                 |                                 |                                 |                                 |                                 |   |    |                            |                            |                            |   |    |                        |                        |                        |   |  |                |                |                |  |
|  |                    |                     |                    |                          |       |                                 |                                 |                                 |                                 |                                 |   |    |                            |                            |                            |   |    |                        |                        |                        |   |  |                |                |                |  |
|  |                    |                     |                    |                          |       |                                 |                                 |                                 |                                 |                                 |   |    |                            |                            |                            |   |    |                        | E7                     | New York Red Bulls     | 1 |  |                |                |                |  |
|  |                    |                     |                    |                          |       |                                 |                                 |                                 |                                 |                                 |   |    |                            |                            |                            |   |    |                        |                        |                        | 1 |  |                |                |                |  |
|  |                    |                     | O2                 | Los Angeles Galaxy       | 2     |                                 |                                 |                                 |                                 |                                 |   |    |                            |                            |                            |   |    |                        |                        |                        |   |  |                |                |                |  |
|  |                    |                     | O2                 | Los Angeles Galaxy       | 2     |                                 |                                 |                                 |                                 |                                 |   |    |                            |                            |                            |   |    |                        |                        |                        |   |  |                |                |                |  |
|  |                    |                     |                    |                          |       |                                 |                                 |                                 |                                 |                                 |   |    |                            |                            |                            |   |    |                        |                        |                        |   |  |                |                |                |  |
|  |                    |                     |                    |                          |       |                                 |                                 |                                 |                                 |                                 |   |    |                            |                            |                            |   |    |                        |                        |                        |   |  |                |                |                |  |
|  |                    | O2                  | Los Angeles Galaxy | 5                        | 4     | –                               |                                 |                                 |                                 |                                 |   |    |                            |                            |                            |   |    |                        |                        |                        |   |  |                |                |                |  |
|  |                    |                     |                    | 5                        | 4     | –                               |                                 |                                 |                                 |                                 |   |    |                            |                            |                            |   |    |                        |                        |                        |   |  |                |                |                |  |
|  |                    |                     | O7                 | Colorado Rapids          | 0     | 1                               | –                               |                                 |                                 |                                 |   |    |                            |                            |                            |   |    |                        |                        |                        |   |  |                |                |                |  |
|  |                    |                     | O7                 | Colorado Rapids          | 0     | 1                               | –                               |                                 |                                 |                                 |   |    |                            |                            |                            |   |    |                        |                        |                        |   |  |                |                |                |  |
|  |                    |                     |                    |                          |       |                                 |                                 |                                 |                                 |                                 |   |    |                            |                            |                            |   |    |                        |                        |                        |   |  |                |                |                |  |
|  |                    |                     |                    |                          |       |                                 |                                 |                                 |                                 |                                 |   |    |                            |                            |                            |   |    |                        |                        |                        |   |  |                |                |                |  |
|  |                    |                     |                    |                          |       |                                 |                                 |                                 | O2                              | Los Angeles Galaxy              | 6 |    |                            |                            |                            |   |    |                        |                        |                        |   |  |                |                |                |  |
|  |                    |                     |                    |                          |       |                                 |                                 |                                 |                                 |                                 | 6 |    |                            |                            |                            |   |    |                        |                        |                        |   |  |                |                |                |  |
|  |                    |                     | O6                 | Minnesota United F. C.   | 2     |                                 |                                 |                                 |                                 |                                 |   |    |                            |                            |                            |   |    |                        |                        |                        |   |  |                |                |                |  |
|  |                    |                     | O6                 | Minnesota United F. C.   | 2     |                                 |                                 |                                 |                                 |                                 |   |    |                            |                            |                            |   |    |                        |                        |                        |   |  |                |                |                |  |
|  |                    |                     |                    |                          |       |                                 |                                 |                                 |                                 |                                 |   |    |                            |                            |                            |   |    |                        |                        |                        |   |  |                |                |                |  |
|  |                    |                     |                    |                          |       |                                 |                                 |                                 |                                 |                                 |   |    |                            |                            |                            |   |    |                        |                        |                        |   |  |                |                |                |  |
|  |                    | O3                  | Real Salt Lake     | 0 (4)                    | 0 (1) | –                               |                                 |                                 |                                 |                                 |   |    |                            |                            |                            |   |    |                        |                        |                        |   |  |                |                |                |  |
|  |                    |                     |                    | 0 (4)                    | 0 (1) | –                               |                                 |                                 |                                 |                                 |   |    |                            |                            |                            |   |    |                        |                        |                        |   |  |                |                |                |  |
|  |                    |                     | O6                 | Minnesota United F. C.   | 0 (5) | 0 (3)                           | –                               |                                 |                                 |                                 |   |    |                            |                            |                            |   |    |                        |                        |                        |   |  |                |                |                |  |
|  |                    |                     | O6                 | Minnesota United F. C.   | 0 (5) | 0 (3)                           | –                               |                                 |                                 |                                 |   |    |                            |                            |                            |   |    |                        |                        |                        |   |  |                |                |                |  |
|  |                    |                     |                    |                          |       |                                 |                                 |                                 |                                 |                                 |   |    |                            |                            |                            |   |    |                        |                        |                        |   |  |                |                |                |  |
|  |                    |                     |                    |                          |       |                                 |                                 |                                 |                                 |                                 |   |    |                            |                            |                            |   |    |                        |                        |                        |   |  |                |                |                |  |
|  |                    |                     |                    |                          |       |                                 |                                 |                                 |                                 |                                 |   |    |                            | O2                         | Los Angeles Galaxy         | 1 |    |                        |                        |                        |   |  |                |                |                |  |
|  | Conferencia Oeste  |                     |                    |                          |       |                                 |                                 |                                 |                                 |                                 |   |    |                            | O2                         | Los Angeles Galaxy         | 1 |    |                        |                        |                        |   |  |                |                |                |  |
|  |                    |                     | O4                 | Seattle Sounders         | 0     |                                 |                                 |                                 |                                 |                                 |   |    |                            |                            |                            |   |    |                        |                        |                        |   |  |                |                |                |  |
|  |                    |                     | O4                 | Seattle Sounders         | 0     |                                 |                                 |                                 |                                 |                                 |   |    |                            |                            |                            |   |    |                        |                        |                        |   |  |                |                |                |  |
|  |                    |                     |                    |                          |       |                                 |                                 |                                 |                                 |                                 |   |    |                            |                            |                            |   |    |                        |                        |                        |   |  |                |                |                |  |
|  |                    |                     |                    |                          |       |                                 |                                 |                                 |                                 |                                 |   |    |                            |                            |                            |   |    |                        |                        |                        |   |  |                |                |                |  |
|  |                    | O1                  | Los Angeles F. C.  | 2                        | 0     | 1                               |                                 |                                 |                                 |                                 |   |    |                            |                            |                            |   |    |                        |                        |                        |   |  |                |                |                |  |
|  |                    |                     |                    | 2                        | 0     | 1                               |                                 |                                 |                                 |                                 |   |    |                            |                            |                            |   |    |                        |                        |                        |   |  |                |                |                |  |
|  |                    |                     | O8                 | Vancouver Whitecaps      | 1     | 3                               | 0                               |                                 |                                 |                                 |   |    |                            |                            |                            |   |    |                        |                        |                        |   |  |                |                |                |  |
|  | O8                 | Vancouver Whitecaps | O8                 | Vancouver Whitecaps      | 1     | 3                               | 0                               | 5                               |                                 |                                 |   |    |                            |                            |                            |   |    |                        |                        |                        |   |  |                |                |                |  |
|  | O8                 | Vancouver Whitecaps |                    |                          |       |                                 |                                 |                                 |                                 |                                 |   |    |                            |                            |                            |   |    |                        |                        |                        |   |  |                |                |                |  |
|  | O9                 | Portland Timbers    | 0                  |                          |       |                                 |                                 |                                 |                                 |                                 |   |    |                            |                            |                            |   |    |                        |                        |                        |   |  |                |                |                |  |
|  | O9                 | Portland Timbers    | 0                  |                          |       |                                 |                                 |                                 |                                 |                                 |   | O1 | Los Angeles F. C.          | 1                          |                            |   |    |                        |                        |                        |   |  |                |                |                |  |
|  |                    |                     |                    |                          |       |                                 |                                 |                                 |                                 |                                 |   | O1 | Los Angeles F. C.          | 1                          |                            |   |    |                        |                        |                        |   |  |                |                |                |  |
|  |                    |                     | O4                 | Seattle Sounders (t. s.) | 2     |                                 |                                 |                                 |                                 |                                 |   |    |                            |                            |                            |   |    |                        |                        |                        |   |  |                |                |                |  |
|  |                    |                     | O4                 | Seattle Sounders (t. s.) | 2     |                                 |                                 |                                 |                                 |                                 |   |    |                            |                            |                            |   |    |                        |                        |                        |   |  |                |                |                |  |
|  |                    |                     |                    |                          |       |                                 |                                 |                                 |                                 |                                 |   |    |                            |                            |                            |   |    |                        |                        |                        |   |  |                |                |                |  |
|  |                    |                     |                    |                          |       |                                 |                                 |                                 |                                 |                                 |   |    |                            |                            |                            |   |    |                        |                        |                        |   |  |                |                |                |  |
|  |                    | O4                  | Seattle Sounders   | 0 (5)                    | 1 (7) | –                               |                                 |                                 |                                 |                                 |   |    |                            |                            |                            |   |    |                        |                        |                        |   |  |                |                |                |  |
|  |                    |                     |                    | 0 (5)                    | 1 (7) | –                               |                                 |                                 |                                 |                                 |   |    |                            |                            |                            |   |    |                        |                        |                        |   |  |                |                |                |  |
|  |                    |                     | O5                 | Houston Dynamo           | 0 (4) | 1 (6)                           | –                               |                                 |                                 |                                 |   |    |                            |                            |                            |   |    |                        |                        |                        |   |  |                |                |                |  |
|  |                    |                     | O5                 | Houston Dynamo           | 0 (4) | 1 (6)                           | –                               |                                 |                                 |                                 |   |    |                            |                            |                            |   |    |                        |                        |                        |   |  |                |                |                |  |
|  |                    |                     |                    |                          |       |                                 |                                 |                                 |                                 |                                 |   |    |                            |                            |                            |   |    |                        |                        |                        |   |  |                |                |                |  |
|  |                    |                     |                    |                          |       |                                 |                                 |                                 |                                 |                                 |   |    |                            |                            |                            |   |    |                        |                        |                        |   |  |                |                |                |  |
|  |                    |                     |                    |                          |       |                                 |                                 |                                 |                                 |                                 |   |    |                            |                            |                            |   |    |                        |                        |                        |   |  |                |                |                |  |
|  |                    |                     |                    |                          |       |                                 |                                 |                                 |                                 |                                 |   |    |                            |                            |                            |   |    |                        |                        |                        |   |  |                |                |                |  |

### Wild Card
Conferencia Este
| 22 de octubre | C. F. Montréal                                  | 2 – 2 (4 – 5 p.)           | Atlanta United                                        | Estadio Saputo, Montreal                                     |                                                              |
| 19:30 (UTC-4) | Martínez 63', 89' (pen.)                        | Reporte                    | - Lennon 29' - Gregersen 44'                          | Asistencia: 16 566 espectadores Árbitro(s): Joseph Dickerson | Asistencia: 16 566 espectadores Árbitro(s): Joseph Dickerson |
|               |                                                 | Tiros desde el punto penal |                                                       |                                                              |                                                              |
|               | - Martínez - Pearce - Saliba - Corbo - Vilsaint |                            | - McCarty - Ríos - Miranchuk - Williams - Lobzhanidze |                                                              |                                                              |

Conferencia Oeste
| 23 de octubre | Vancouver Whitecaps                               | 5 – 0   | Portland Timbers | Providence Park, Portland                                  |                                                            |
| 19:30 (UTC-7) | - Gauld 20', 31', 59' - White 24' - Armstrong 51' | Reporte |                  | Asistencia: 19 143 espectadores Árbitro(s): Rubiel Vázquez | Asistencia: 19 143 espectadores Árbitro(s): Rubiel Vázquez |

### Primera ronda
Conferencia Este
| 25 de octubre | Inter Miami            | 2 – 1   | Atlanta United  | Chase Stadium, Fort Lauderdale                            |                                                           |
| 20:30 (UTC-4) | - Suárez 2' - Alba 60' | Reporte | Lobzhanidze 39' | Asistencia: 20 673 espectadores Árbitro(s): Allen Chapman | Asistencia: 20 673 espectadores Árbitro(s): Allen Chapman |

| 2 de noviembre | Atlanta United               | 2 – 1   | Inter Miami  | Mercedes-Benz Stadium, Atlanta                             |                                                            |
| 19:00 (UTC-4)  | - Williams 58' - Silva 90+4' | Reporte | Martínez 40' | Asistencia: 68 455 espectadores Árbitro(s): Rubiel Vazquez | Asistencia: 68 455 espectadores Árbitro(s): Rubiel Vazquez |

| 9 de noviembre                                                                      | Inter Miami             | 2 – 3   | Atlanta United                | Chase Stadium, Fort Lauderdale                            |                                                           |
| 20:00 (UTC-5)                                                                       | - Rojas 17' - Messi 65' | Reporte | - Thiaré 19', 21' - Slisz 76' | Asistencia: 20 673 espectadores Árbitro(s): Lukasz Szpala | Asistencia: 20 673 espectadores Árbitro(s): Lukasz Szpala |
| Atlanta United ganó la serie 2–1 y avanzó a las Semifinales de la Conferencia Este. |                         |         |                               |                                                           |                                                           |

| 29 de octubre | Columbus Crew | 0 – 1   | New York Red Bulls | Lower.com Field, Columbus                                |                                                          |
| 18:45 (UTC-4) |               | Reporte | Carballo 25'       | Asistencia: 19 050 espectadores Árbitro(s): Timothy Ford | Asistencia: 19 050 espectadores Árbitro(s): Timothy Ford |

| 3 de noviembre                                                                          | New York Red Bulls                                                     | 2 – 2 (5 – 4 p.)           | Columbus Crew                                                             | Red Bull Arena, Harrison                                |                                                         |
| 16:30 (UTC-5)                                                                           | - Vanzeir 64' - Forsberg 80' (pen.)                                    | Reporte                    | - Arfsten 55' - Ramirez 90+6'                                             | Asistencia: 20 936 espectadores Árbitro(s): Filip Dujic | Asistencia: 20 936 espectadores Árbitro(s): Filip Dujic |
|                                                                                         |                                                                        | Tiros desde el punto penal |                                                                           |                                                         |                                                         |
|                                                                                         | - Tolkin - Eile - Carmona - Elias Manoel - Forsberg - Nealis - Edelman |                            | - Rossi - Ramirez - Hernández - Russell-Rowe - Cheberko - Arfsten - Mățan |                                                         |                                                         |
| New York Red Bulls ganó la serie 2–0 y avanzó a las Semifinales de la Conferencia Este. |                                                                        |                            |                                                                           |                                                         |                                                         |

| 28 de octubre | F. C. Cincinnati | 1 – 0   | New York City F. C. | TQL Stadium, Cincinnati                                  |                                                          |
| 18:45 (UTC-4) | Asad 51'         | Reporte |                     | Asistencia: 21 413 espectadores Árbitro(s): Serhiy Boiko | Asistencia: 21 413 espectadores Árbitro(s): Serhiy Boiko |

| 2 de noviembre | New York City F. C.                                            | 3 – 1   | F. C. Cincinnati | Citi Field, Queens, Nueva York                           |                                                          |
| 19:00 (UTC-5)  | - A. Martínez 22' - T. Martins 40' - S. Rodríguez 90+7' (pen.) | Reporte | Orellano 65'     | Asistencia: 19 585 espectadores Árbitro(s): Ismir Pekmic | Asistencia: 19 585 espectadores Árbitro(s): Ismir Pekmic |

| 9 de noviembre                                                                     | F. C. Cincinnati                                                                             | 0 – 0 (5 – 6 p.)           | New York City F. C.                                                                    | TQL Stadium, Cincinnati                                  |                                                          |
| 16:00 (UTC-5)                                                                      |                                                                                              | Reporte                    |                                                                                        | Asistencia: 22 487 espectadores Árbitro(s): Drew Fischer | Asistencia: 22 487 espectadores Árbitro(s): Drew Fischer |
|                                                                                    |                                                                                              | Tiros desde el punto penal |                                                                                        |                                                          |                                                          |
|                                                                                    | - L. Acosta - Asad - S. Santos - Bucha - Kelsy - M. Robinson - Valenzuela - Awaziem - Hadebe |                            | - S. Rodríguez - Bakrar - Parks - Sands - T. Martins - Haak - O'Toole - Perea - Ilenič |                                                          |                                                          |
| New York City ganó la serie 2–1 y avanzó a las Semifinales de la Conferencia Este. |                                                                                              |                            |                                                                                        |                                                          |                                                          |

| 27 de octubre | Orlando City                | 2 – 0   | Charlotte F. C. | Inter&Co Stadium, Orlando                                |                                                          |
| 19:30 (UTC-4) | - F. Torres 32' - Ojeda 76' | Reporte |                 | Asistencia: 17 787 espectadores Árbitro(s): Drew Fischer | Asistencia: 17 787 espectadores Árbitro(s): Drew Fischer |

| 1 de noviembre | Charlotte F. C.                   | 0 – 0 (3 – 1 p.)           | Orlando City                           | Bank of America Stadium, Charlotte                             |                                                                |
| 19:30 (UTC-5)  |                                   | Reporte                    |                                        | Asistencia: 40 238 espectadores Árbitro(s): Guido Gonzales Jr. | Asistencia: 40 238 espectadores Árbitro(s): Guido Gonzales Jr. |
|                |                                   | Tiros desde el punto penal |                                        |                                                                |                                                                |
|                | - Agyemang - Świderski - Westwood |                            | - Lodeiro - Jansson - Muriel - McGuire |                                                                |                                                                |

| 9 de noviembre                                                                    | Orlando City                                 | 1 – 1 (4 – 1 p.)           | Charlotte F. C.               | Inter&Co Stadium, Orlando                                |                                                          |
| 18:00 (UTC-5)                                                                     | Torres 90+12'                                | Reporte                    | Świderski 81'                 | Asistencia: 20 021 espectadores Árbitro(s): Ismir Pekmic | Asistencia: 20 021 espectadores Árbitro(s): Ismir Pekmic |
|                                                                                   |                                              | Tiros desde el punto penal |                               |                                                          |                                                          |
|                                                                                   | - Muriel - K. Smith - Torres - Rafael Santos |                            | - Biel - Świderski - Westwood |                                                          |                                                          |
| Orlando City ganó la serie 2–1 y avanzó a las Semifinales de la Conferencia Este. |                                              |                            |                               |                                                          |                                                          |

Conferencia Oeste
| 27 de octubre | Los Angeles F. C.                  | 2 – 1   | Vancouver Whitecaps | BMO Stadium, Los Ángeles                                 |                                                          |
| 18:45 (UTC-7) | - Bouanga 30' (pen.) - Olivera 57' | Reporte | Gauld 90+5'         | Asistencia: 22 298 espectadores Árbitro(s): Jair Marrufo | Asistencia: 22 298 espectadores Árbitro(s): Jair Marrufo |

| 3 de noviembre | Vancouver Whitecaps                                       | 3 – 0   | Los Angeles F. C. | BC Place, Vancouver                                         |                                                             |
| 17:45 (UTC-8)  | - Gauld 10' - Hollingshead 13' (a.g.) - Segura 68' (a.g.) | Reporte |                   | Asistencia: 20 695 espectadores Árbitro(s): Rosendo Mendoza | Asistencia: 20 695 espectadores Árbitro(s): Rosendo Mendoza |

| 8 de noviembre                                                                          | Los Angeles F. C. | 1 – 0   | Vancouver Whitecaps | BMO Stadium, Los Ángeles                                     |                                                              |
| 19:30 (UTC-8)                                                                           | Bogusz 62'        | Reporte |                     | Asistencia: 22 220 espectadores Árbitro(s): Joseph Dickerson | Asistencia: 22 220 espectadores Árbitro(s): Joseph Dickerson |
| Los Angeles F. C. ganó la serie 2–1 y avanzó a las Semifinales de la Conferencia Oeste. |                   |         |                     |                                                              |                                                              |

| 26 de octubre | Los Angeles Galaxy                               | 5 – 0   | Colorado Rapids | Dignity Health Sports Park, Carson                        |                                                           |
| 20:00 (UTC-7) | - Joveljić 32', 75' - Nelson 52' - Puig 54', 87' | Reporte |                 | Asistencia: 24 537 espectadores Árbitro(s): Lukasz Szpala | Asistencia: 24 537 espectadores Árbitro(s): Lukasz Szpala |

| 1 de noviembre                                                                           | Colorado Rapids | 1 – 4   | Los Angeles Galaxy                            | Dick's Sporting Goods Park, Commerce City                |                                                          |
| 19:30 (UTC-6)                                                                            | Larraz 19'      | Reporte | - Pec 8' - Paintsil 45+3' - Puig 90+1', 90+3' | Asistencia: 16 010 espectadores Árbitro(s): Victor Rivas | Asistencia: 16 010 espectadores Árbitro(s): Victor Rivas |
| Los Angeles Galaxy ganó la serie 2–0 y avanzó a las Semifinales de la Conferencia Oeste. |                 |         |                                               |                                                          |                                                          |

| 29 de octubre | Real Salt Lake                                      | 0 – 0 (4 – 5 p.)           | Minnesota United F. C.                                        | America First Field, Sandy                                      |                                                                 |
| 19:00 (UTC-6) |                                                     | Reporte                    |                                                               | Asistencia: 19 195 espectadores Árbitro(s): Pierre-Luc Lauzière | Asistencia: 19 195 espectadores Árbitro(s): Pierre-Luc Lauzière |
|               |                                                     | Tiros desde el punto penal |                                                               |                                                                 |                                                                 |
|               | - Arango - Gonçalves - Glad - Julio - Eneli - Ojeda |                            | - Yeboah - Trapp - Boxall - Jeong Sang-bin - Oluwaseyi - Díaz |                                                                 |                                                                 |

| 2 de noviembre                                                                               | Minnesota United F. C.                     | 1 – 1 (3 – 1 p.)           | Real Salt Lake                       | Allianz Field, Saint Paul                           |                                                     |
| 20:00 (UTC-5)                                                                                | Rosales 53'                                | Reporte                    | Eneli 75'                            | Asistencia: 19 912 espectadores Árbitra: Tori Penso | Asistencia: 19 912 espectadores Árbitra: Tori Penso |
|                                                                                              |                                            | Tiros desde el punto penal |                                      |                                                     |                                                     |
|                                                                                              | - Yeboah - Dotson - Trapp - Jeong Sang-bin |                            | - Arango - Gonçalves - Crooks - Luna |                                                     |                                                     |
| Minnesota United F. C. ganó la serie 2–0 y avanzó a las Semifinales de la Conferencia Oeste. |                                            |                            |                                      |                                                     |                                                     |

| 28 de octubre | Seattle Sounders                                   | 0 – 0 (5 – 4 p.)           | Houston Dynamo                                      | Lumen Field, Seattle                                  |                                                       |
| 18:00 (UTC-7) |                                                    | Reporte                    |                                                     | Asistencia: 30 026 espectadores Árbitro(s): Ted Unkel | Asistencia: 30 026 espectadores Árbitro(s): Ted Unkel |
|               |                                                    | Tiros desde el punto penal |                                                     |                                                       |                                                       |
|               | - Ruidíaz - Rusnák - Ragen - C. Roldán - A. Roldán |                            | - Ponce - Dorsey - Kowalczyk - Sviatchenko - Steres |                                                       |                                                       |

| 3 de noviembre                                                                         | Houston Dynamo                                                      | 1 – 1 (6 – 7 p.)           | Seattle Sounders                                                       | Shell Energy Stadium, Houston                                  |                                                                |
| 17:30 (UTC-5)                                                                          | C. Roldán 90+3' (a.g.)                                              | Reporte                    | C. Roldán 87'                                                          | Asistencia: 18 859 espectadores Árbitro(s): Armando Villarreal | Asistencia: 18 859 espectadores Árbitro(s): Armando Villarreal |
|                                                                                        |                                                                     | Tiros desde el punto penal |                                                                        |                                                                |                                                                |
|                                                                                        | - Ponce - Dorsey - Kowalczyk - Ferreira - Steres - Raines - Schmitt |                            | - C. Roldán - Ragen - A. Roldán - Leyva - Ruidíaz - Minoungou - Vargas |                                                                |                                                                |
| Seattle Sounders ganó la serie 2–0 y avanzó a las Semifinales de la Conferencia Oeste. |                                                                     |                            |                                                                        |                                                                |                                                                |

### Semifinales de conferencia
Conferencia Este
| 23 de noviembre | New York City | 0 – 2   | New York Red Bulls           | Citi Field, Queens, Nueva York                            |                                                           |
| 17:30 (UTC-5)   |               | Reporte | - Carballo 16' - Vanzeir 25' | Asistencia: 24 891 espectadores Árbitro(s): Allen Chapman | Asistencia: 24 891 espectadores Árbitro(s): Allen Chapman |

| 24 de noviembre | Orlando City | 1 – 0   | Atlanta United | Inter&Co Stadium, Orlando                                      |                                                                |
| 15:30 (UTC-5)   | Enrique 39'  | Reporte |                | Asistencia: 25 055 espectadores Árbitro(s): Armando Villarreal | Asistencia: 25 055 espectadores Árbitro(s): Armando Villarreal |

Conferencia Oeste
| 23 de noviembre | Los Angeles F. C.  | 1 – 2 (t. s.) | Seattle Sounders                  | BMO Stadium, Los Ángeles                                       |                                                                |
| 19:30 (UTC-8)   | - Hollingshead 50' | Reporte       | - Chanot 59' (a.g.) - Morris 109' | Asistencia: 22 301 espectadores Árbitro(s): Guido Gonzales Jr. | Asistencia: 22 301 espectadores Árbitro(s): Guido Gonzales Jr. |

| 24 de noviembre | Los Angeles Galaxy                                    | 6 – 2   | Minnesota United F. C.    | Dignity Health Sports Park, Carson                          |                                                             |
| 15:00 (UTC-8)   | - Pec 1', 50' - Joveljić 18', 89' - Paintsil 37', 86' | Reporte | - Yeboah 6', 45+4' (pen.) | Asistencia: 26 192 espectadores Árbitro(s): Rosendo Mendoza | Asistencia: 26 192 espectadores Árbitro(s): Rosendo Mendoza |

### Finales de conferencia
Conferencia Este
| 30 de noviembre | Orlando City | 0 – 1   | New York Red Bulls | Inter&Co Stadium, Orlando                                   |                                                             |
| 19:30 (UTC-5)   |              | Reporte | Reyes 47'          | Asistencia: 25 046 espectadores Árbitro(s): Rosendo Mendoza | Asistencia: 25 046 espectadores Árbitro(s): Rosendo Mendoza |

Conferencia Oeste
| 30 de noviembre | Los Angeles Galaxy | 1 – 0   | Seattle Sounders | Dignity Health Sports Park, Carson                       |                                                          |
| 19:00 (UTC-8)   | Joveljić 85'       | Reporte |                  | Asistencia: 26 327 espectadores Árbitro(s): Drew Fischer | Asistencia: 26 327 espectadores Árbitro(s): Drew Fischer |

### MLS Cup 2024
| 7 de diciembre | Los Angeles Galaxy           | 2 – 1   | New York Red Bulls | Dignity Health Sports Park, Carson                             |                                                                |
| 13:00 (UTC-8)  | - Paintsil 9' - Joveljić 13' | Reporte | S. Nealis 28'      | Asistencia: 26 812 espectadores Árbitro(s): Guido Gonzales Jr. | Asistencia: 26 812 espectadores Árbitro(s): Guido Gonzales Jr. |

|                                       |
|                                       |
| Campeón Los Angeles Galaxy 6.º título |

## Estadísticas

### Goleadores
- Actualizado el 19 de octubre de 2024.[37]

| Jugador            | Equipo              | Goles | Partidos |
| ------------------ | ------------------- | ----- | -------- |
| Christian Benteke  | D. C. United        | 23    | 30       |
| Lionel Messi       | Inter Miami         | 20    | 19       |
| Luis Suárez        | Inter Miami         | 20    | 27       |
| Denis Bouanga      | Los Angeles F. C.   | 20    | 32       |
| Cucho Hernández    | Columbus Crew       | 19    | 27       |
| Cristian Arango    | Real Salt Lake      | 17    | 30       |
| Dániel Gazdag      | Philadelphia Union  | 17    | 30       |
| Alonso Martínez    | New York City F. C. | 16    | 26       |
| Jonathan Rodríguez | Portland Timbers    | 16    | 29       |
| Petar Musa         | F. C. Dallas        | 16    | 30       |
| Gabriel Pec        | Los Angeles Galaxy  | 16    | 33       |

#### Tripletes o pókers
Aquí se encuentra la lista de tripletes y póker de goles (en general, tres o más goles marcados por un jugador en un mismo encuentro) conseguidos en la temporada.
| Fecha      | Jugador               | Goles                       | Local                | Resultado | Visitante              | Jornada         |
| ---------- | --------------------- | --------------------------- | -------------------- | --------- | ---------------------- | --------------- |
| 24/02/2024 | Christian Benteke     | 34' · 72' · 90+3'           | D. C. United         | 3 – 1     | New England Revolution | Jornada 1       |
| 09/03/2024 | Giorgos Giakoumakis   | 55' (penalti) · 60' · 74'   | Atlanta United       | 4 – 1     | New England Revolution | Jornada 3       |
| 23/03/2024 | Lewis Morgan          | 3' · 51' · 70'              | New York Red Bulls   | 4 – 0     | Inter Miami            | Jornada 5       |
| 30/03/2024 | Cristian Arango       | 70' · 84' (penalti) · 90+1' | Real Salt Lake       | 3 – 1     | St. Louis City SC      | Jornada 6       |
| 04/05/2024 | Luis Suárez           | 69' · 75' · 81'             | Inter Miami          | 6 – 2     | New York Red Bulls     | Jornada 11      |
| 04/05/2024 | Sam Surridge          | 12' · 47' · 82'             | Nashville S. C.      | 4 – 1     | C. F. Montréal         | Jornada 11      |
| 11/05/2024 | Christian Benteke     | 19' · 44' · 55'             | Atlanta United       | 2 – 3     | D. C. United           | Jornada 12      |
| 18/05/2024 | Federico Bernardeschi | 12' · 58' · 60'             | Toronto F. C.        | 5 – 1     | C. F. Montréal         | Jornada 14      |
| 31/05/2024 | Alonso Martínez       | 85' · 90+2' · 90+5'         | New York City F. C.  | 5 – 1     | San Jose Earthquakes   | Jornada 17      |
| 01/06/2024 | Cristian Arango       | 16' · 45+5' · 71' (penalti) | Real Salt Lake       | 5 – 1     | Austin F. C.           | Jornada 17      |
| 15/06/2024 | Yūya Kubo             | 78' · 80' · 87'             | San Jose Earthquakes | 2 – 4     | F. C. Cincinnati       | Jornada 18      |
| 19/06/2024 | Petar Musa            | 17' · 38' · 62'             | F. C. Dallas         | 5 – 3     | Minnesota United F. C. | Jornada 19      |
| 19/06/2024 | Djordje Mihailovic    | 9' · 60' · 90+6' (penalti)  | St. Louis City SC    | 0 – 3     | Colorado Rapids        | Jornada 19      |
| 22/06/2024 | Cucho Hernández       | 32' · 45+1' · 71'           | Columbus Crew        | 4 – 0     | Sporting Kansas City   | Jornada 20      |
| 22/06/2024 | Sebastián Ferreira    | 51' (penalti) · 54' · 86'   | D. C. United         | 1 – 4     | Houston Dynamo         | Jornada 20      |
| 29/06/2024 | Mateusz Bogusz        | 20' · 58' · 72'             | Los Angeles F. C.    | 3 – 0     | Colorado Rapids        | Jornada 21      |
| 29/06/2024 | Brian White           | 37' (penalti) · 54' · 61'   | Vancouver Whitecaps  | 4 – 3     | St. Louis City SC      | Jornada 21      |
| 17/07/2024 | Tai Baribo            | 29' · 44' · 52'             | Philadelphia Union   | 5 – 1     | New England Revolution | Jornada 24      |
| 20/07/2024 | Dániel Gazdag         | 10' · 39' · 89'             | Philadelphia Union   | 3 – 0     | Nashville S. C.        | Jornada 25      |
| 07/09/2024 | Albert Rusnák         | 45+6' · 67' · 70'           | Columbus Crew        | 0 – 4     | Seattle Sounders       | Jornada 28      |
| 12/10/2024 | Alexandru Mățan       | 14' · 64' · 72'             | Columbus Crew        | 4 – 0     | New England Revolution | Jornada 33      |
| 19/10/2024 | Lionel Messi          | 78' · 81' · 89'             | Inter Miami          | 6 – 2     | New England Revolution | Jornada 34      |
| 23/10/2024 | Ryan Gauld            | 20' · 31' · 59'             | Vancouver Whitecaps  | 5 – 0     | Portland Timbers       | Wild Card Oeste |

### Asistencias
| Luciano Acosta                              | F. C. Cincinnati       | 19 | 32 |
| Evander                                     | Portland Timbers       | 19 | 28 |
| Lionel Messi                                | Inter Miami            | 16 | 19 |
| Albert Rusnák                               | Seattle Sounders       | 16 | 32 |
| Riqui Puig                                  | Los Angeles Galaxy     | 15 | 29 |
| Ryan Gauld                                  | Vancouver Whitecaps    | 15 | 29 |
| Robin Lod                                   | Minnesota United F. C. | 15 | 32 |
| Cucho Hernández                             | Columbus Crew          | 14 | 27 |
| Jordi Alba                                  | Inter Miami            | 14 | 28 |
| Djordje Mihailovic                          | Colorado Rapids        | 14 | 29 |
| Santiago Moreno                             | Portland Timbers       | 14 | 31 |
| Gabriel Pec                                 | Los Angeles Galaxy     | 14 | 33 |
| Cristian Espinoza                           | San Jose Earthquakes   | 14 | 34 |
| Última actualización: 19 de octubre de 2024 |                        |    |    |

### Porterías imbatidas
| Stefan Frei                                 | Seattle Sounders       | 13 | 29 |
| Hugo Lloris                                 | Los Angeles F. C.      | 12 | 33 |
| Kristijan Kahlina                           | Charlotte F. C.        | 12 | 34 |
| Patrick Schulte                             | Columbus Crew          | 10 | 27 |
| Pedro Gallese                               | Orlando City           | 8  | 29 |
| Joe Willis                                  | Nashville S. C.        | 8  | 30 |
| Steve Clark                                 | Houston Dynamo         | 8  | 31 |
| Jonathan Sirois                             | C. F. Montréal         | 8  | 33 |
| Brad Stuver                                 | Austin F. C.           | 8  | 34 |
| Dayne St. Clair                             | Minessota United F. C. | 7  | 26 |
| Roman Celentano                             | F. C. Cincinnati       | 7  | 30 |
| Roman Bürki                                 | St. Louis City SC      | 7  | 32 |
| Yohei Takaoka                               | Vancouver Whitecaps    | 7  | 33 |
| Última actualización: 19 de octubre de 2024 |                        |    |    |

## Premios y reconocimientos
| Semana        | Futbolista            | Equipo                 |
| ------------- | --------------------- | ---------------------- |
| Semanas 1 y 2 | Christian Benteke     | D. C. United           |
| Semana 3      | Luis Suárez           | Inter Miami            |
| Semana 4      | Giorgos Giakoumakis   | Atlanta United FC      |
| Semana 5      | Luis Suárez           | Inter Miami            |
| Semana 6      | Lewis Morgan          | New York Red Bulls     |
| Semana 7      | Cristian Arango       | Real Salt Lake         |
| Semana 8      | Raúl Ruidíaz          | Seattle Sounders FC    |
| Semana 9      | Lionel Messi          | Inter Miami            |
| Semana 10     | Cristian Arango       | Real Salt Lake         |
| Semana 11     | Lionel Messi          | Inter Miami            |
| Semana 12     | Lionel Messi          | Inter Miami            |
| Semana 13     | Christian Benteke     | D. C. United           |
| Semana 14     | Denis Bouanga         | Los Angeles FC         |
| Semana 15     | Federico Bernardeschi | Toronto FC             |
| Semana 16     | Luca Orellano         | FC Cincinnati          |
| Semana 17     | Saba Lobjanidze       | Atlanta United FC      |
| Semana 18     | Cristian Arango       | Real Salt Lake         |
| Semana 19     | Aljaž Ivačič          | New England Revolution |
| Semana 20     | Yūya Kubo             | FC Cincinnati          |
| Semana 21     | Petar Musa            | FC Dallas              |
| Semana 22     | Cucho Hernández       | Columbus Crew          |
| Semana 23     | Brian White           | Vancouver Whitecaps FC |
| Semana 24     | Hugo Cuypers          | Chicago Fire           |
| Semana 25     | Diego Luna            | Real Salt Lake         |
| Semana 26     | Ashley Westwood       | Charlotte FC           |
| Semana 27     | Tai Baribo            | Philadelphia Union     |
| Semana 28     | Dániel Gazdag         | Philadelphia Union     |
| Semana 29     | Luis Suárez           | Inter Miami            |
| Semana 30     | Luca Orellano         | FC Cincinnati          |
| Semana 31     | Albert Rusnák         | Seattle Sounders FC    |
| Semana 32     | Lionel Messi          | Inter Miami            |
| Semana 33     | Evander               | Portland Timbers       |
| Semana 34     | Gabriel Pec           | Los Angeles Galaxy     |
| Semana 35     | Alonso Martínez       | New York City FC       |
| Semana 36     | Lionel Messi          | Inter Miami            |
| Semana 37     | Cucho Hernández       | Columbus Crew          |
| Semana 38     | Lionel Messi          | Inter Miami            |

| Semana        | Futbolista          | Equipo                 |
| ------------- | ------------------- | ---------------------- |
| Semanas 1 y 2 | Mateusz Bogusz      | Los Angeles FC         |
| Semana 3      | Lorenzo Insigne     | Toronto FC             |
| Semana 4      | Lorenzo Insigne     | Toronto FC             |
| Semana 5      | Joakim Nilsson      | St. Louis City SC      |
| Semana 6      | Ashley Westwood     | Charlotte FC           |
| Semana 7      | Aníbal Godoy        | Nashville SC           |
| Semana 8      | Raúl Ruidíaz        | Seattle Sounders FC    |
| Semana 9      | Lionel Messi        | Inter Miami            |
| Semana 10     | Célio Pompeu        | St. Louis City SC      |
| Semana 11     | Alexandros Katranis | Real Salt Lake         |
| Semana 12     | Matías Rojas        | Inter Miami            |
| Semana 13     | Matías Rojas        | Inter Miami            |
| Semana 14     | Ashley Westwood     | Charlotte FC           |
| Semana 15     | Leonardo Campana    | Inter Miami            |
| Semana 16     | Anderson Julio      | Real Salt Lake         |
| Semana 17     | Lionel Messi        | Inter Miami            |
| Semana 18     | Chris Durkin        | St. Louis City SC      |
| Semana 19     | Premio no otorgado  | Premio no otorgado     |
| Semana 20     | Ryan Gauld          | Vancouver Whitecaps FC |
| Semana 21     | Luca Orellano       | FC Cincinnati          |
| Semana 22     | Patrick Agyemang    | Charlotte FC           |
| Semana 23     | Max Arfsten         | Columbus Crew          |
| Semana 24     | Diego Luna          | Real Salt Lake         |
| Semana 25     | Luciano Acosta      | FC Cincinnati          |
| Semana 26     | Cucho Hernández     | Columbus Crew          |
| Semana 27     | Quinn Sullivan      | Philadelphia Union     |
| Semana 28     | Mateusz Bogusz      | Los Angeles FC         |
| Semana 29     | Evander             | Portland Timbers       |
| Semana 30     | Luca Orellano       | FC Cincinnati          |
| Semana 31     | Simon Becher        | St. Louis City SC      |
| Semana 32     | Lionel Messi        | Inter Miami            |
| Semana 33     | Alekséi Miranchuk   | Atlanta United FC      |
| Semana 34     | Evander             | Portland Timbers       |
| Semana 35     | Lionel Messi        | Inter Miami            |
| Semana 36     | Lionel Messi        | Inter Miami            |
| Semana 37     | Leonardo Campana    | Inter Miami            |

### Jugador del mes
| Mes               | Futbolista      | Equipo           | Estadísticas                       | Ref.   |
| ----------------- | --------------- | ---------------- | ---------------------------------- | ------ |
| Febrero/Marzo     | Luis Suárez     | Inter Miami      | 7 partidos, 5 goles, 3 asistencias | [ 38 ] |
| Abril             | Lionel Messi    | Inter Miami      | 4 partidos, 6 goles, 4 asistencias | [ 39 ] |
| Mayo              | Luciano Acosta  | FC Cincinnati    | 6 partidos, 3 goles, 5 asistencias | [ 40 ] |
| Junio             | Mateusz Bogusz  | Los Angeles FC   | 5 partidos, 6 goles, 3 asistencias | [ 41 ] |
| Julio             | Cucho Hernández | Columbus Crew    | 5 partidos, 3 goles, 4 asistencias | [ 42 ] |
| Agosto/Septiembre | Evander         | Portland Timbers | 6 partidos, 4 goles, 5 asistencias | [ 43 ] |
| Octubre           | Lionel Messi    | Inter Miami      | 3 partidos, 5 goles, 1 asistencia  | [ 44 ] |

### Premios anuales
| Premio                                  | Ganador           | Equipo             |
| --------------------------------------- | ----------------- | ------------------ |
| Jugador Más Valioso                     | Lionel Messi      | Inter Miami C. F.  |
| Bota de Oro                             | Christian Benteke | D.C. United        |
| Entrenador del año                      | Wilfried Nancy    | Columbus Crew      |
| Portero del año                         | Kristijan Kahlina | Charlotte F. C.    |
| Defensa del año                         | Steven Moreira    | Columbus Crew      |
| Jugador joven del año                   | Diego Luna        | Real Salt Lake     |
| Contratación del Año                    | Gabriel Pec       | Los Angeles Galaxy |
| Atajada del año                         | Maarten Paes      | F. C. Dallas       |
| Gol del año                             | Luca Orellano     | F. C. Cincinnati   |
| Espíritu de superación                  | Lewis Morgan      | New York Red Bulls |
| Premio Audi Goals Drive Progress Impact | Darlington Nagbe  | Columbus Crew      |
| Árbitro del año                         | Drew Fischer      | Drew Fischer       |
| Árbitro asistente del año               | Kyle Atkins       | Kyle Atkins        |

### Equipo ideal de la temporada
El 3 de diciembre se anunció el equipo ideal de la temporada (denominada MLS Best XI y patrocinado por Continental Tire), que reconoce a los 11 mejores jugadores de la Major League Soccer.
| Pos. | Futbolista        | Equipo              |
| ---- | ----------------- | ------------------- |
| POR  | Kristijan Kahlina | Charlotte FC        |
| DEF  | Jordi Alba        | Inter Miami         |
| DEF  | Yeimar Gómez      | Seattle Sounders FC |
| DEF  | Steven Moreira    | Columbus Crew       |
| MED  | Luciano Acosta    | FC Cincinnati       |
| MED  | Evander           | Portland Timbers    |
| MED  | Riqui Puig        | Los Angeles Galaxy  |
| DEL  | Christian Benteke | D. C. United        |
| DEL  | Denis Bouanga     | Los Angeles FC      |
| DEL  | Cucho Hernández   | Columbus Crew       |
| DEL  | Lionel Messi      | Inter Miami         |